# Итальянский фронт Первой мировой войны
Италья́нский фронт ― один из фронтов Первой мировой войны, где войска Италии и войска союзных ей государств (британские, французские, американские) сражались против войск Австро-Венгрии и Германии. Боевые действия на Итальянском фронте продолжались в период с мая 1915 года по ноябрь 1918 года.
Итальянский театр военных действий простирался на всём протяжении австро-итальянской границы, от Трентино до Адриатического моря. Несмотря на то, что Италия являлась членом Тройственного союза, с начала войны она сохраняла нейтралитет, а в 1915 году после долгих колебаний вступила в мировую войну на стороне Антанты. Главным фактором вступления Италии в войну на стороне Антанты стало желание провести значительные территориальные изменения за счёт Австро-Венгрии.
После вступления в войну итальянское командование планировало провести мощное наступление в глубь территории Австрии и захватить ряд важнейших городов, однако вскоре боевые действия на Итальянском театре военных действий приобрели характер позиционных, аналогичные боевым действиям на Западном фронте.
В 1915 году наступательная инициатива была на стороне Италии, однако итальянское командование не смогло провести удачное наступление. В 1916 году австро-венгерская армия нанесла поражение итальянской армии в битве при Трентино, однако итальянская армия благодаря помощи союзников сумела остановить продвижение противника. В 1917 году итальянская армия провела успешные летние операции, однако осенью потерпела сокрушительное поражение при Капоретто и отступила на 70-110 км в глубь Италии. Весь 1918 год Италия восстанавливалась после разгрома при Капоретто и осенью 1918 года смогла перейти в наступление, разгромив полуразложившуюся австрийскую армию. 3 ноября 1918 года боевые действия на Итальянском фронте завершились.

## Перед войной

### Предыстория вступления Италии в войну

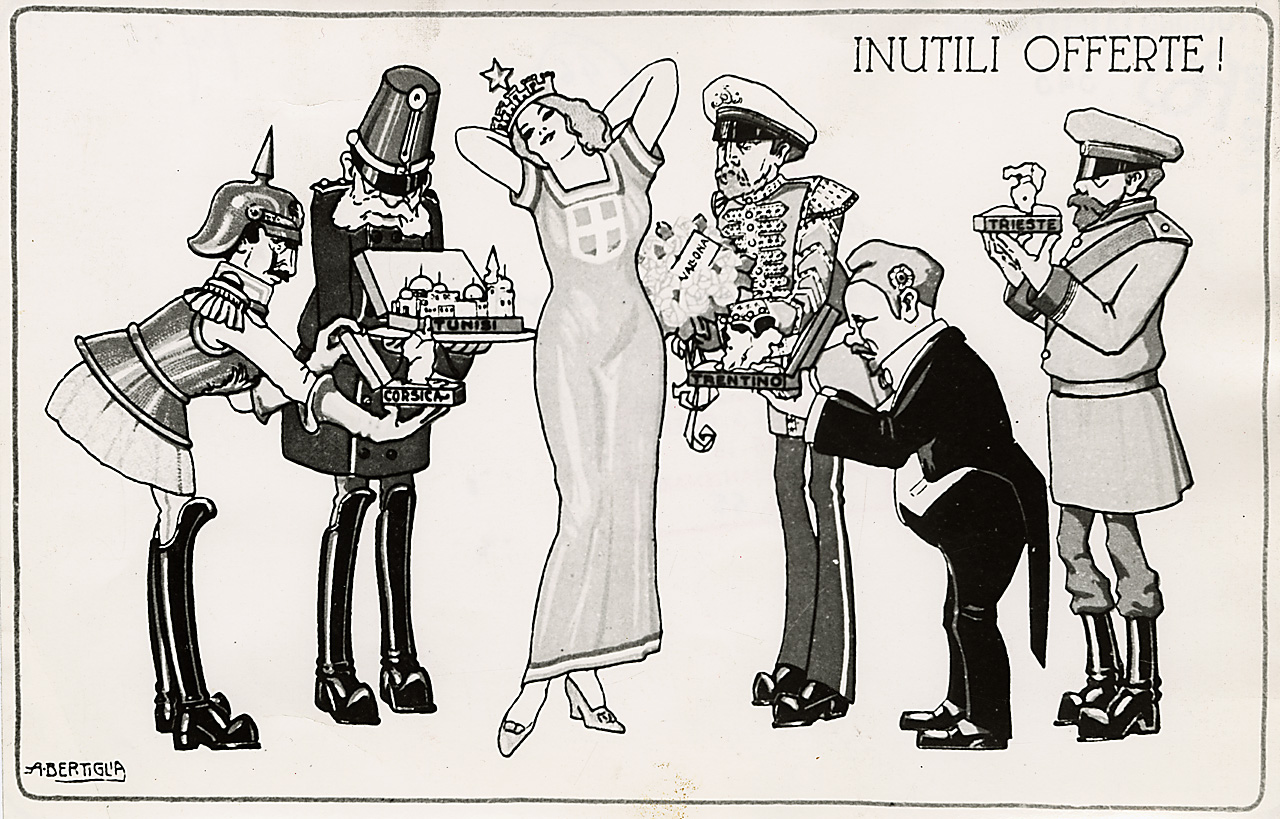
«Бесполезные подношения». Националистическая карикатура Аурелио Бертилья, изображающая иностранных владык, выстроившихся наперебой с подношениями к красавице-Италии, в виде шкатулок с драгоценностями: кайзер Вильгельм принёс Корсику, император Франц Иосиф — Тунис, король Георг — Валону, президент Пуанкаре — Трентино, царь Николай — Триест

До середины XIX века Северная Италия входила в состав Австрийской империи. Папа римский управлял обширными территориями в центре полуострова, Южная Италия находилась под контролем Франции. От Турина до франко-швейцарской границы находилось Сардинское королевство Виктора Эммануила II. Постепенно сардинский король Виктор Эммануил II добивается объединения Италии. Сначала он получает власть над Неаполем и Сицилией. Однако в открытое противостояние с Австрийской империей король старался не вступать. Но вскоре в северных районах Италии началась национально-освободительная борьба против австрийского владычества. Заручившись поддержкой Франции, Виктор Эммануил II вступает в войну против австрийцев в 1859 году. Франко-итальянские войска одержали победу у Сольферино 24 июня 1859 года и австрийцы согласились на заключение мира. Теперь Виктор Эммануил II обращает все усилия по объединению страны в её центральные области. Однако после того как контроль над центральной Италией был установлен и папа римский лишён власти, объединённая Италия оказалась недовольна условиями мира с Австрийской империей. Соглашение оставляло за Австрией обширные территории, которые были исконно итальянскими. Итальянская общественность требовала возвращения Венеции, Истрии, Далмации и других и создания «Великой Италии». В 1866 году Италия выступила союзником Пруссии в войне против Австрии и смогла отобрать Венецию.
Австрийская империя была главным соперником Италии, и желание присоединить земли, входившие в Австро-Венгерскую империю, в конечном итоге и заставило вступить Италию в войну.

### Вступление Италии в Тройственный союз
Однако вскоре внешняя политика Италии меняется. К 80-м годам XIX столетия Италия была уже объединена и централизована и начинает претендовать на ведущие роли в Европе; поскольку у Италии не было колоний, её правящие круги энергично пытались это исправить. Основным регионом колониальной экспансии стала Северная Африка. Здесь итальянские интересы вплотную столкнулись с колониальными интересами Франции, напряженность в отношениях с которой толкали к союзу с Германией — основным соперником Франции. Итальянское правительство также надеялось на то, что с помощью дипломатического давления Германия заставит Австро-Венгрию передать Италии «исконные итальянские» территории.
В 1882 году довольно неожиданно Италия присоединяется к Тройственному союзу, в который помимо Италии вошли Германия и Австро-Венгрия. Члены Тройственного союза заключили оборонительное соглашение, где в случае нападения на одну из стран-участниц пакта внешних агрессоров, государства проводят совместные оборонительные действия.

### Вступление Италии в войну

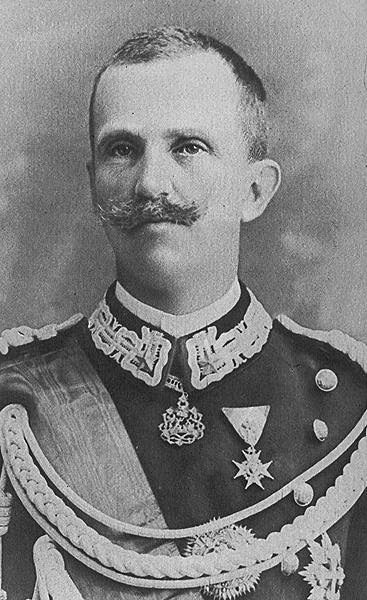
Король Италии Виктор Эммануил III

28 июля 1914 года после убийства эрцгерцога Франца-Фердинанда и «июльского кризиса» Австро-Венгрия объявила Сербии войну. Австро-Венгрия и Германия сразу же потребовали от Италии выступления на стороне Тройственного союза. Однако,  3 августа 1914 года король Италии Виктор Эммануил III сообщил германскому императору Вильгельму II, что условия возникновения войны не соответствуют тем условиям в договоре о Тройственном союзе, при которых Италия должна вступить в войну. Австро-Венгрия первая объявила войну, то есть не была жертвой агрессии. В этот же день итальянское правительство опубликовало декларацию о нейтралитете. Однако итальянское руководство понимало, что для того, чтобы получить желаемые территории, стране придётся воевать, а продолжительный нейтралитет чреват последствиями. С началом военных действий обе коалиции начали активную деятельность по привлечению Италии к войне на своей стороне. Итальянское правительство это понимало и старалось выторговать у каждой стороны более удачные условия послевоенных приобретений.
С начала войны правительство начало переговоры с представителями Антанты и Центральных держав, в итоге склонившись к выступлению  на стороне Антанты.
26 апреля 1915 года в Лондоне между итальянской делегацией и делегацией Антанты был заключён договор, по условиям которого Италия обязывалась вступить в войну на стороне Антанты в течение ближайшего месяца. В свою очередь Великобритания предоставила Италии заём на сумму 50 млн фунтов стерлингов. Италии был обещан ряд территорий, входивших в состав Османской и Австро-Венгерской империй: область Трентино, Триест, Южный Тироль, Истрия и Далмация. Заключив Лондонское соглашение, Италия отказалась от своих обязательств, взятых на себя при вхождении в Тройственный союз.
В свою очередь, чтобы предотвратить выступление Италии на стороне Антанты, Германия добилась от Австро-Венгрии обещания передать Италии после войны территории, населенные итальянцами. Германский посол в Италии граф Бюлов сообщил об этом обещании Джолитти, являвшемуся лидером итальянских нейтралистов. Джолитти заявил в парламенте о том, что Италии необходимо сохранить нейтралитет, его поддержало 320 из 508 депутатов итальянского парламента. Премьер-министр Саландра подал в отставку.
Однако, в это время в стране было популярно движение за вступление в войну на стороне Антанты, которое возглавляли социалист Бенито Муссолини и писатель Габриэле д’Аннунцио. Они организовали демонстрации против парламента и «нейтралистов», добиваясь вступления Италии в войну. Король Виктор Эммануил III не принял отставки Саландры, а Джолитти был вынужден покинуть столицу.
23 мая 1915 года Италия объявила войну Австро-Венгрии.

### Особенности Итальянского фронта
После вступления Италии в войну образовался новый фронт — Итальянский. Ареной боевых действий становились австро-итальянские пограничные районы. Австро-итальянская граница шла по хребту Альп, австрийские владения (Трентинский район) клином вдавались в итальянскую территорию, предоставляя австро-венгерскому командованию значительные выгоды: начав наступление в этом районе, австро-венгерские войска могли легко вторгнуться в Ломбардию и в Венецианскую долину. Не менее важным участком Итальянского фронта являлась долина реки Изонцо.
Горные условия фронта диктовали новые условия тактики. Например, обычную стратегическую задачу — обход и атака флангов противника — приходилось решать необычными способами. В горных условиях, особенно в районе Трентино, войска перевозились и снабжались с помощью системы фуникулёров и канатных дорог, в толще скальных пород выдалбливались искусственные пещеры-укрепления. Для ведения боевых действий в горах создавались специализированные элитные подразделения. Alpini — боевые скалолазы и Arditi — штурмовые отряды, применявшиеся для прорыва вражеской обороны, уничтожения проволочных заграждений и штурма укреплений. Эти подразделения имели специальное оборудование, необходимое при боевых действиях в горах.

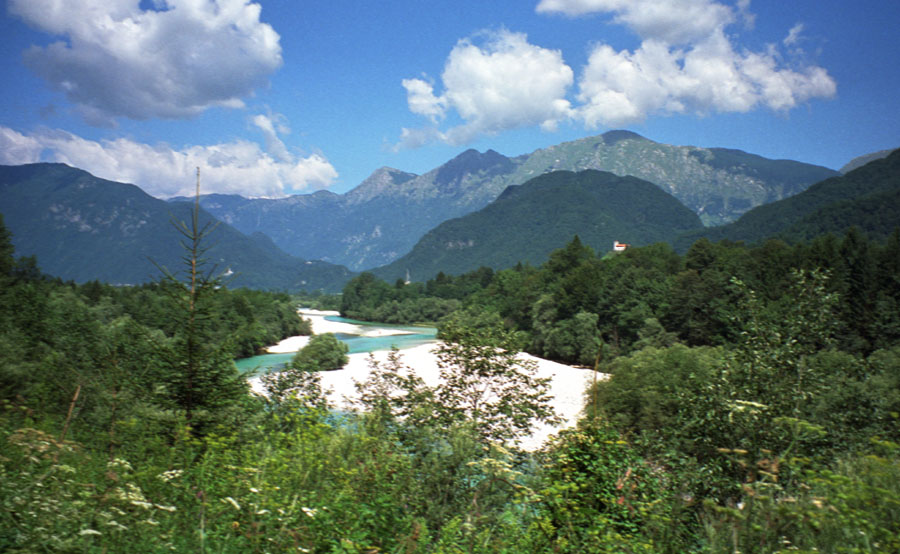
Долина реки Изонцо

Горы диктовали необычные условия и для авиации. Ограниченное воздушное пространство сделало обычные двухместные самолёты-разведчики очень уязвимыми. Горные условия требовали от самолёта хорошей высотности, большой дальности и хорошей маневренности. Например, у австрийского самолёта Österreichische Aviatik D.I, который хорошо зарекомендовал себя на Восточном фронте в условиях Итальянского фронта выявились значительные проблемы с охлаждением двигателя.
Неудивительно, что именно Италия впервые применила одноместные фоторазведывательные модификации истребителей. Очень показательным полетом для дальней авиации стал полёт 87-й итальянской эскадрильи под командованием писателя Габриэле д’Аннунцио (который с началом войны ушёл на фронт) над Веной с разбрасыванием листовок. Итальянский театр боевых действий вынуждал воюющие стороны уделять большое внимание развитию бомбардировочной авиации. Итальянское командование уделяло большое внимание созданию тяжёлого бомбардировщика. Эти самолёты могли донести до дальних целей больший бомбовый груз, чем двухместные бомбардировщики — до линии фронта. В ходе боевых действий итальянские бомбардировщики «Caproni» часто поддерживали итальянскую артиллерию при подготовке наступления. Также эти самолёты нередко участвовали в специальных операциях, часто проводившихся на Итальянском фронте. Обычно такие операции включали в себя заброску во вражеский тыл агентов вместе с оружием, радиостанциями или почтовыми голубями. В одной из этих операций участвовал самый результативный лётчик-истребитель Итальянского фронта, канадский майор Уильям Баркер (46 побед).

## Планы и силы сторон

### Планы сторон и развёртывание войск
Исходя из политических задач и учитывая особенности театра боевых действий итальянское командование разработало план, который предусматривал активное наступление в долине реки Изонцо. Также этот план предусматривал стратегическую оборону итальянской армии на северных и северо-восточных участках государственной границы, где находились труднодоступные Юлийские, Кадорские и Карнийские Альпы. Помимо главной наступательной операции, итальянское командование предусматривало проведение частной наступательной операции в Южном Тироле по захвату Триента. Таким образом, для итальянцев приобретали большое значение оба фланга их фронта. Правый фланг — где намечалось главное наступление и левый фланг, который необходимо было прикрывать, из-за угрозы вторжения австро-венгерских войск в Ломбардию. Это обстоятельство вынуждало итальянское командование выделить довольно крупные силы из ударной группировки и направить их на прикрытие границы в районе Трентино.

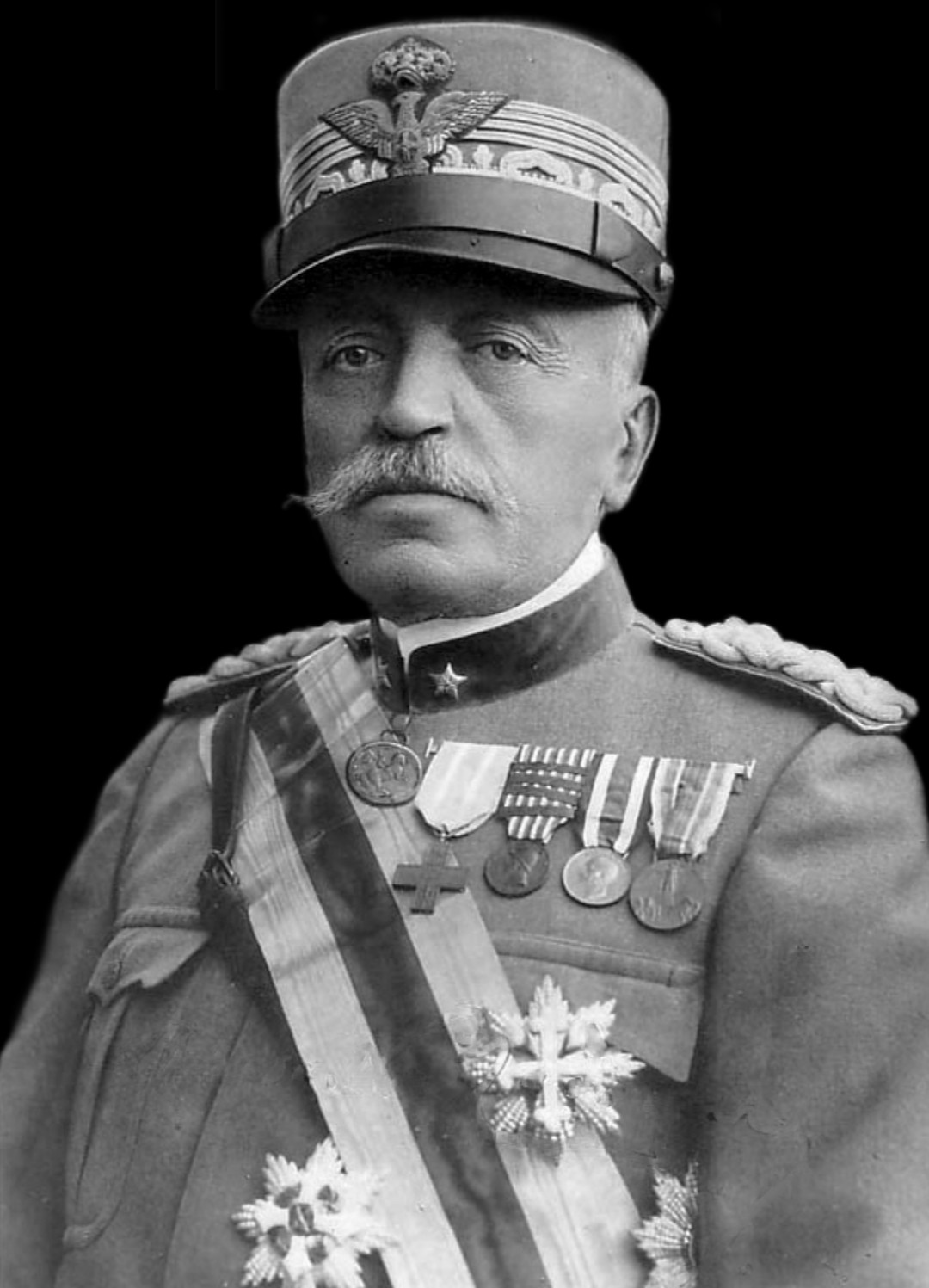
Командующий итальянской армией Луиджи Кадорна

Суть плана итальянского наступления заключалась в следующем: необходимо было воспользоваться тем, что основные силы австро-венгерской армии весной 1915 года находились на Восточном фронте и вели ожесточённые бои с русской армией, затем повести общее наступление в долине Изонцо и завладеть всеми перевалами и важнейшими пунктами на государственной границе и тем самым лишить австрийцев в будущем возможности вести наступательные операции.
Мобилизованная итальянская армия развертывала четыре армии, имевшие в своем составе 12 корпусов (35 дивизий). Численность призываемого контингента составила 2 млн человек, из них половина была сразу же призвана в действующую армию. Остальные составили запас. К концу мобилизации численность итальянских вооружённых сил составила 870 тыс. человек при 1500 лёгких и 200 тяжёлых орудиях. Формально итальянскую армию возглавлял король, но фактически командующим был начальник Генерального Штаба генерал Луиджи Кадорна, который не имел достаточного опыта командования и не пользовался авторитетом.

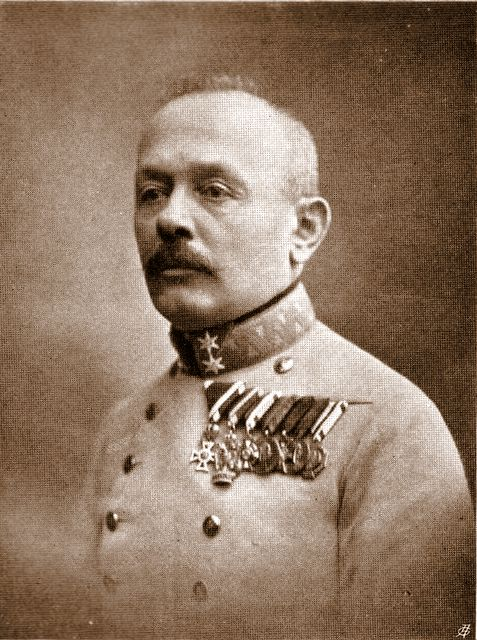
Командующий австро-венгерской армией Светозар Бороевич

С вступлением Италии в войну австро-германскому командованию пришлось разрабатывать план кампании на Итальянском фронте. Поскольку основная часть австро-германских войск весной 1915 года находилась на Восточном фронте, австрийское командование приняло сугубо оборонительный план кампании на 1915 год. Несмотря на то, что все боеспособные силы германской коалиции вели операции против русской армии, было решено не уступать добровольно австрийскую территорию наступавшим итальянцам. Предусматривалось прикрыть границу в наиболее важных местах, и подготовить их к обороне от наступавших итальянских частей. Особое внимание австро-германского командование уделяло долине реки Изонцо, где и планировалось главное наступление, особенно районам Тольмино и Горицы, где были созданы предмостные укрепления. Задачей австро-венгерских и германских войск на кампанию 1915 года была удержание наступающих и оборона наиболее важных участков границы.
На границе с Италией было сосредоточено 12 австро-венгерских дивизий. После объявлении Италией войны Австро-Венгрии, австрийское командование в срочном порядке перебросило ещё 5 дивизий с сербского фронта и 2 дивизии из Галиции. Германская армия выделила горный корпус (1 дивизия) и тяжёлую артиллерию. То есть группировка австро-германских войск составила: 20 дивизий, 155 батарей (720 лёгких и 140 тяжёлых орудий), сведённых в одну армию, и 2 группы, Каринтийскую и Тирольскую. Командующим австро-венгерскими войсками на Итальянском фронте был назначен генерал Светозар Бороевич.
Итальянская армия значительно уступала австро-германской в боевой подготовке и техническом оснащении. Было мало пулемётов, на вооружении артиллерии преимущественно стояли лёгкие 75-мм пушки Круппа, которые были лучше чем основное австрийское лёгкое орудие. Армия ощущала недостаток в авиации, инженерных средствах, снарядах. Тактическая и теоретическая подготовка высшего офицерского состава была невысокой.

### Силы сторон
| Австро-Венгрия                   |                       |                       |                       |                                  |
| 5-я армия                        |                       |                       |                       |                                  |
| 7-й Корпус                       | 16-й Корпус           | 15-й Корпус           |                       |                                  |
| 1-я пехотная дивизия             | 57-я пехотная дивизия | 61-я пехотная дивизия | 20-я пехотная дивизия | 58-я пехотная дивизия            |
| 17-я пехотная дивизия            | 18-я пехотная дивизия | 50-я пехотная дивизия |                       |                                  |
| 187-я пехотная бригада           | 6-я горная бригада    | 16-я горная бригада   | 14-я горная бригада   | 81-я Гонведская пехотная бригада |
| 39-я Гонведская пехотная бригада | 2-я горная бригада    | 12-я горная бригада   | 5-я горная бригада    | 4-я горная бригада               |
| 10-я горная бригада              | 1-я горная бригада    | 13-я горная бригада   | 7-я горная бригада    | 15-я горная бригада              |
| 8-я горная бригада               | 3-я горная бригада    |                       |                       |                                  |
| Резерв                           |                       |                       |                       |                                  |
| 93-я пехотная дивизия            |                       |                       |                       |                                  |

| Италия                         |                       |                           |                           |                                |
| 2-я армия                      | 3-я армия             |                           |                           |                                |
| 7-й Корпус                     | 10-й Корпус           | 11-й Корпус               | 6-й Корпус                | 2-й Корпус                     |
| 4-й Корпус                     |                       |                           |                           |                                |
| 13-я пехотная дивизия          | 14-я пехотная дивизия | 20-я пехотная дивизия     | 19-я пехотная дивизия     | 21-я пехотная дивизия          |
| 12-я пехотная дивизия          | 11-я пехотная дивизия | 4-я пехотная дивизия      | 3-я пехотная дивизия      | 32-я пехотная дивизия          |
| 7-я пехотная дивизия           | 8-я пехотная дивизия  | Снайперская дивизия       | Алпини группы A и B       | половина 29-й пехотной дивизии |
| Резерв                         |                       |                           |                           |                                |
| 14-й Корпус                    |                       |                           |                           |                                |
| половина 29-й пехотной дивизии | 22-я пехотная дивизия | 28-я пехотная дивизия     | 30-я пехотная дивизия     | 23-я пехотная дивизия          |
| 27-я пехотная дивизия          | 33-я пехотная дивизия | 1-я кавалерийская дивизия | 2-я кавалерийская дивизия | 3-я кавалерийская дивизия      |

## Кампания 1915 года

### Начало боевых действий
Сразу после объявления войны, в ночь на 24 мая итальянская армия перешла в наступление, не успев завершить сосредоточение и развёртывание войск. Наступление развивалось в четырёх направлениях. Итальянские армии превосходили австро-венгерские войска по численности в 2 раза, однако австрийцы имели более выгодное стратегическое положение. В артиллерийской подготовке приняли участие 700 итальянских орудий. Бои развернулись одновременно на Изонцо, в Карнийских и Кадорских Альпах, в Трентино. В Трентино, где наступление велось несколькими сходящимися колоннами, итальянским войскам удалось продвинуться на линию Коль-ди-Тонале — Рива — Роверето — Борго. В Кадоре наступавшим частям удалось занять Монте-Кроче и Кортина-д’Ампеццо. В Карпинских Альпах итальянцы продвигались особенно медленно и не смогли добиться никаких результатов.
Основным направлением наступления стал район Изонцо, где сосредоточилась основная группировка итальянских войск. Бои здесь приобрели ожесточённый характер. На всем фронте наступления от Монте-Неро до Мои-Фальконе завязались тяжёлые пограничные бои. Несмотря на ожесточённое сопротивление австрийских частей, наступавшим удалось переправиться через Изонцо. Австрийское командование отвело свои части на подготовленные оборонительные рубежи. Итальянцам удалось расширить плацдарм после форсирования реки у Плавы и захватить высоту Монте-Неро. Итальянским частям удалось войти в город Горица, однако вскоре им пришлось оттуда отступить. Вскоре дальнейшее продвижение итальянских войск было приостановлено контратаками австро-венгерских войск, которые получили две свежие дивизии. Одним из факторов остановки итальянского наступления, помимо действий австрийской армии, стали ошибки итальянского командования, в первую очередь, недостаточная артиллерийская подготовка (при нехватке артиллерийских снарядов). При продвижении войск вперед артиллерия не поддерживала наступавшую пехоту, атаки были разрозненны, проволочные заграждения не были уничтожены артиллерией.
Итогом первого итальянского наступления, которое получило название Первая битва при Изонцо, стал захват итальянской армией незначительных территорий и срыв итальянского плана на захват господствующих высот на австро-итальянской границе. Потери итальянцев составили 16 000 убитыми, ранеными и пленными (из которых около 2000 убитыми); австрийская армия потеряла 10 000 убитыми, ранеными и пленными (из которых около 1000 убитыми).

### Вторая битва при Изонцо

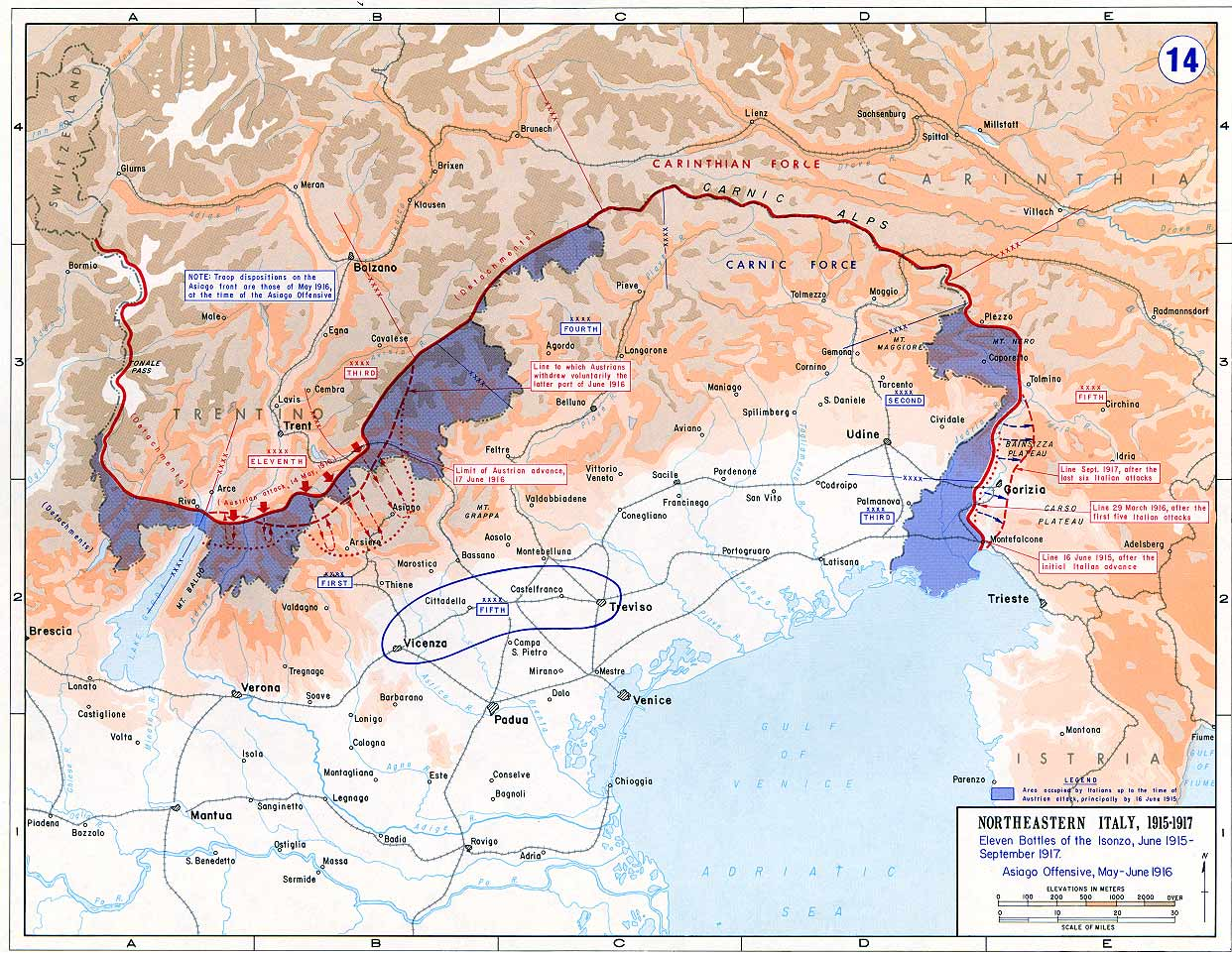
Итальянский фронт в 1915—1917 годах

К концу июня сосредоточение итальянских войск на театре боевых действий было завершено. Командование итальянской армии решило провести второе наступление в долине Изонцо. На фронте в 90 км были развёрнуты 19 дивизий при 1200 орудиях, австро-венгерские войска на данном участке имели 13 дивизий и 700 орудий. При подготовке нового наступления Кадорна учёл неудачный опыт первого сражения. Было уделено внимание более тщательной артиллерийской подготовке, однако недостаток артиллерийских снарядов, винтовок, а также ножниц для уничтожения колючей проволоки свело на нет численное превосходство итальянцев.
23 июня начинается второе наступление итальянцев. Бои приняли ожесточённый характер, мощные удары итальянских войск направлялись главным образом против укреплённых районов Тольмино и Горицы с целью расширить плацдарм у Плавы, который был захвачен в ходе первого наступления. На плато Крас завязались ожесточённые рукопашные бои между итальянскими и австро-венгерскими войсками. Эти бои были очень кровавыми, например, австрийская 20-я пехотная дивизия потеряла две трети личного состава. У Тольмино и Горицы итальянцы понесли тяжёлые потери, поскольку их атаки отражались пулемётным и артиллерийским огнём австро-венгерских войск, при вклинивании в австрийскую оборону обороняющиеся выбивали итальянцев смелыми контратаками. Из-за больших потерь и недостатка резервов, 7 июля наступление было прекращено. Военные действия приобрели позиционный характер.
18 июля, перегруппировав силы и подтянув резервы, итальянцы возобновили наступление. В новом наступлении численность итальянских войск достигла 250 тыс. человек против 87 тыс. австрийцев. Однако и трёхкратного превосходства итальянцев оказалось недостаточно, слабая итальянская артиллерия не смогла разрушить заграждения из колючей проволоки, нанести вред окопам австрийцев и подготовить атаку. Наступление велось разрозненно и, из-за больших потерь и нехватки боеприпасов, 3 августа было приостановлено. Итальянская армия потеряла 43 тыс. убитыми, ранеными и пленными, австро-венгры потеряли 48 тыс. убитыми, ранеными и пленными. Это крупное наступление длилось больше месяца, однако существенных результатов эта крупная наступательная операция итальянцам не принесла.
Несмотря на неудачные действия итальянской армии, ей удалось оттянуть на себя австрийские силы с Восточного фронта. Всего за летнюю кампанию 1915 года австрийское командование перебросило ещё до 8 дивизий с Восточного фронта в район Изонцо.

### Дальнейшие боевые действия

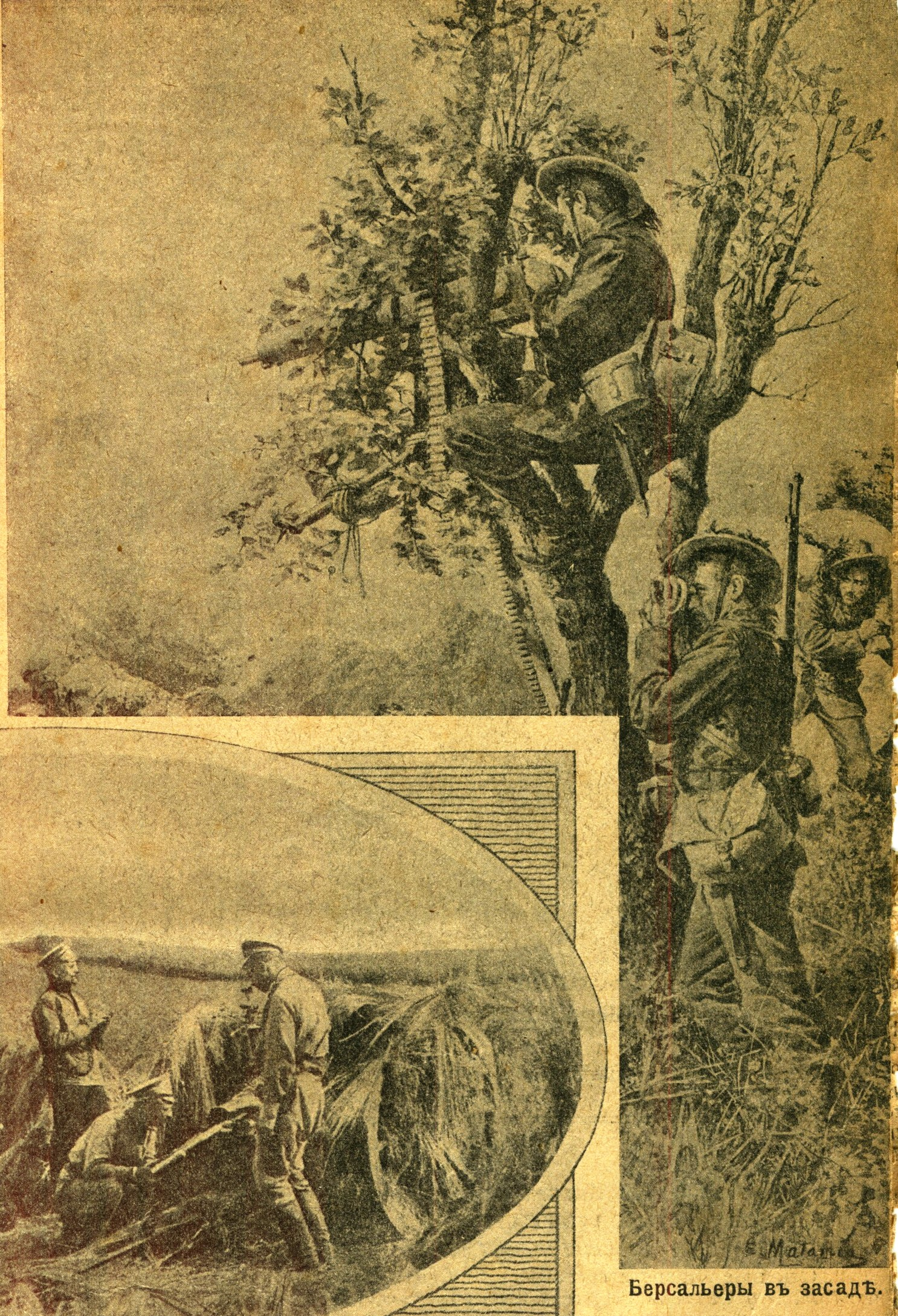
Итальянские берсальеры в засаде. 1915

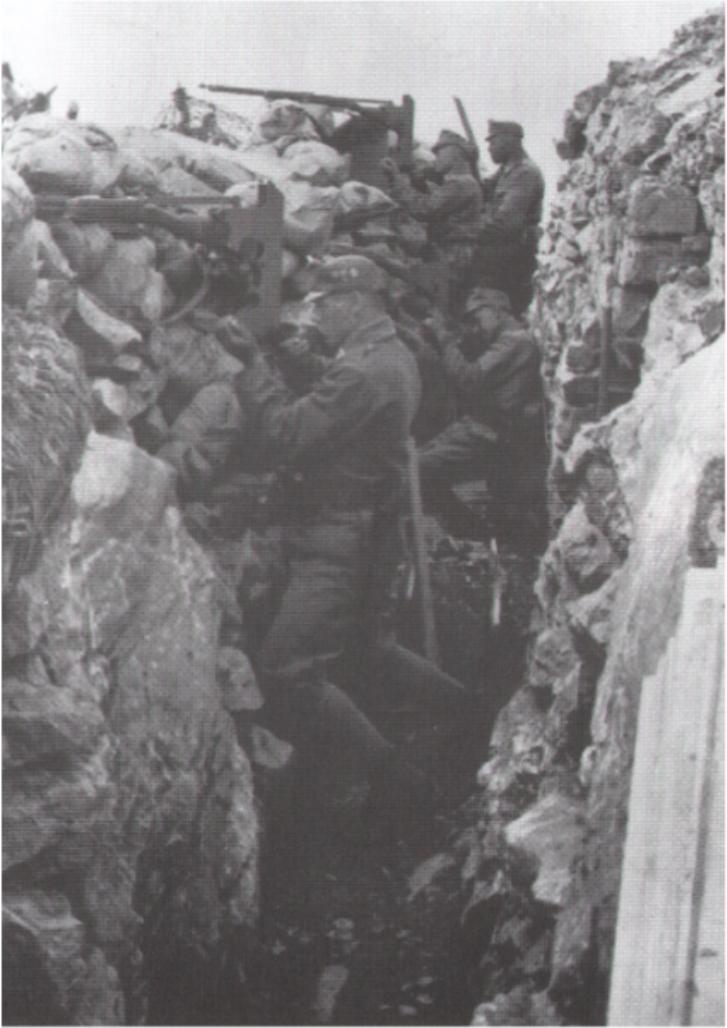
Район Изонцо. Австро-венгерская пехота в обороне

В конце кампании 1915 года итальянское командование проводит ещё две наступательные операции в районе Изонцо, чтобы ослабить австрийское давление на Сербию.
Осенью активные боевые действия на Итальянском фронте возобновляются. Итальянское командование сосредоточило для проведения новой операции на Изонцо 338 батальонов, 130 кавалерийских эскадронов при 1372 орудиях. 18 октября начинается третье наступление итальянской армии. Благодаря удачной артиллерийской подготовке итальянцам с ходу удалось захватить Плаву. Итальянцы попытались обойти австрийские войска в районе Горицы с фланга, однако столкнулись с ожесточённым сопротивлением австрийских войск, которые получили подкрепления из Сербии и Галиции. Благодаря контрманёвру командующего австро-венгерской армии генерала Бороевича австрийцы смогли удержать свои позиции. Затишье на фронте продолжалось всего две недели, после чего итальянцы начали новое наступление. Итальянская армия потеряла 67 100 человек убитыми, ранеными и пленными (из них 11 000 убитыми); австро-венгерская армия потеряла 40 400 человек убитыми, ранеными и пленными (из них 9000 убитыми).
10 ноября началось четвёртое наступление итальянской армии при Изонцо. Основной целью нового наступления итальянское командование ставило захват Горицы, поэтому основные силы 2-й армии нацелились именно на этот город, однако и на других участках долины Изонцо шли ожесточённые бои. Например, итальянцы пять раз атаковали гору Сей-Буси, однако все попытки оказались безрезультатными. Ожесточённые бои развернулись в конце ноября в районе Тольмино, однако к началу декабря боевые действия стали затухать.
2 декабря четвёртая битва при Изонцо завершилась, наступило сильное похолодание, которое добавило проблем воюющим сторонам. Италия потеряла 113 000 убитыми, ранеными и пленными, Австро-Венгрия 70 000 убитыми, ранеными и пленными. Для прорыва позиционного фронта у итальянцев было катастрофически мало тяжёлой артиллерии.
Итоги кампании 1915 года для Италии были неутешительны, все важные в стратегическом отношении пункты, такие как: Роверето, Триент, Тоблах, Тарвиз, Горица и Триест, остались в руках австрийцев. За одну кампанию итальянская армия потеряла наиболее подготовленных солдат и офицеров, всего общие потери итальянцев за 1915 год составили 280 000 убитыми, ранеными и пленными. При этом итальянская армия не добилась никаких стратегических результатов. Но всё-таки действия итальянской армии сыграли положительную роль в кампании 1915 года. К итальянскому театру боевых действий было приковано 25 австрийских дивизий, по этому поводу известный русский генерал и военный историк А. М. Зайончковский писал:
Итальянское наступление было единственной реальной помощью русским войскам, которая выявилась в снятии с русского фронта первоначально 2, а потом в течение всего летнего периода кампании ещё 8 — 10 австрийских дивизий.
Австрийское командование было довольно результатами кампании 1915 года, поскольку удалось удержать в руках важнейшие пункты на фронте. Беспокойство австрийских генералов вызывали большие потери в войсках, это вынуждало австрийское командование обратиться за помощью к союзнику — Германии, несмотря на то, что на Итальянский фронт были переброшены дополнительные силы. После этого на Итальянском фронте действуют уже три австро-венгерские армии: армия Данкля — в Тироле и на реке Адидже, армия Рора — в Каринтии и армия Бороевича — на реке Изонцо.

### Боевые действия на море
Итальянский фронт упирался в Адриатическое море, которое стало ареной борьбы итальянского и австро-венгерского флотов.
Австро-венгерское командование сразу же приняло пассивную тактику. То есть австрийский флот избегал столкновений с более мощным итальянским флотом. Для морского театра Итальянского фронта характерны были морская авиация и так называемый «москитный флот». Плоскодонные мониторы и броненосные плавбатареи обеспечивали сухопутные войска артиллерийской поддержкой, действуя преимущественно на мелководье и в узкостях, слишком опасных для обычных крупных кораблей. Большую роль играли итальянские скоростные плоскодонные торпедные и артиллерийские катера, удерживающие небольшой, но мощный австро-венгерский флот от выхода в море. В то же время этот «москитный флот» неустанно атаковал вражеские якорные стоянки, охранял свои конвои и поддерживал пехоту огнём с моря. Часто итальянские корабли поддерживали многочисленные итальянские наступления в районе Изонцо.

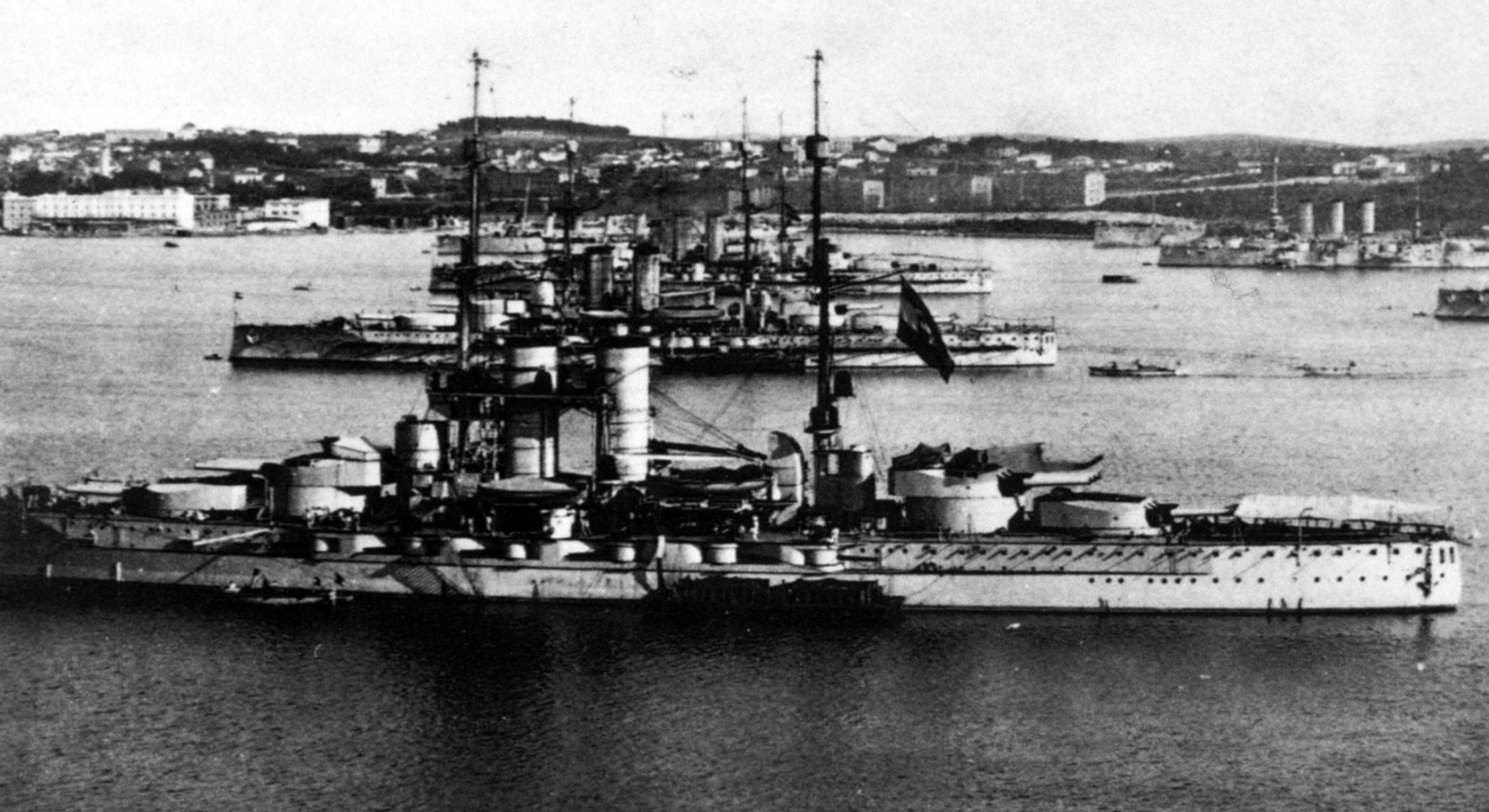
Австрийские дредноуты в Пуле.

После объявления Италией войны Австро-Венгрии «23 мая 1915 года, австрийский флот совершил ряд нападений на побережье Италии. 24 мая большие силы австро-венгерского флота состоящие из 8 кораблей (среди них были: Вирибус Унитис», «Тегетгоф», «Принц Ойген») обстреляли ряд городов в итальянской провинции Анкона, нанеся большой ущерб порту Анконы. Помимо этого австрийским кораблям удалось потопить несколько итальянских судов, также австрийцы обстреляли Венецию. В ответ на это 5 июня четыре группы кораблей Антанты обстреляли побережье Австро-Венгрии. Лето 1915 года было успешным для австрийских подлодок. Австрийские подлодки доставляли большие неудобства союзным кораблям на Адриатике.

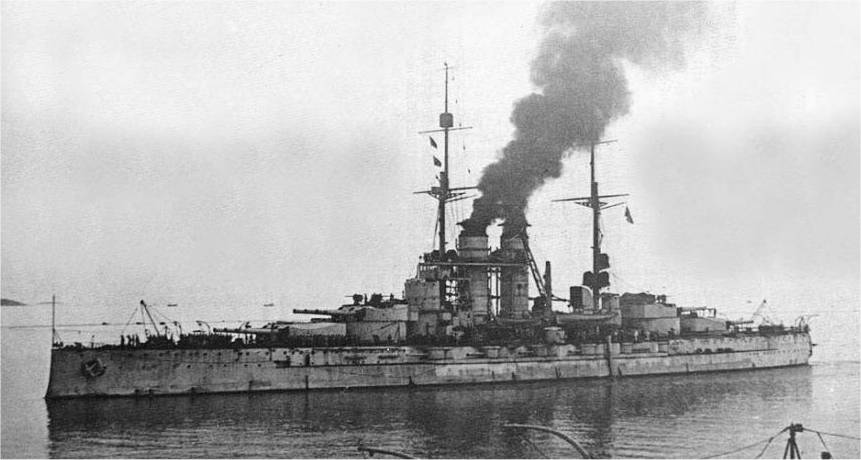
Австрийский линкор «Сент Иштван».

С точки зрения союзников, вступление Италии в войну означало, прежде всего, конец вольнице немецких подводных лодок в Средиземном море. Британия зависела от надёжных поставок из колоний (прежде всего — Индии и Австралии) через Суэцкий канал сырья, продуктов и войск. Франция тоже в определённой степени зависела от своих африканских колоний, в которых находились ключевые военно-морские базы и откуда поступали берберские и сенегальские легионеры. Когда началась война, Австрия не торопилась с предоставлением германским подводным лодкам своих военно-морских баз. Тем не менее несколько раз немецкие лодки заходили и выходили из этих баз, да и австро-венгерские подводные лодки нельзя было сбрасывать со счетов.
Объявление Италией войны позволило союзникам предпринять невиданную доселе операцию — перекрыть сетевыми заграждениями вход в Адриатику, между Отранто в Италии и Албанией. Заграждения защищались минными полями и сетью гидрофонных станций. Разумеется, полностью перекрыть Адриатику не удалось — море слишком велико, а постановщиков сетей («дрифтеров») слишком мало, но тем не менее барраж серьёзно подорвал возможности австрийского флота, который за весь срок кампании не выходил из Адриатического моря на средиземноморские просторы.
Крупных боевых действий между австрийским и итальянским флотом не происходило, имели место лишь редкие, незначительные столкновения.
Летом «1918 года итальянцам удалось потопить новейший австрийский линкор Сент Иштван», потопление огромного линкора небольшим катером показало возрастающее боевое значение нового класса малых надводных кораблей — торпедных катеров. 1 ноября итальянские боевые пловцы заминировали и потопили второй австрийский линкор «Вирибус Унитис». 3 ноября, после подписания с Австро-Венгрией перемирия, боевые действия на Адриатическом море завершились.

## Кампания 1916 года

### Возобновление активных действий
План итальянского командования на кампанию 1916 года был разработан на союзной конференции стран Антанты в Шантильи 6-9 декабря 1915 года. Этот план предусматривал активное, мощное, одновременное наступление сил Антанты против австро-германских войск на трёх главных театрах боевых действий: Западном, Восточном и Итальянском.
За кампанию 1915 года итальянская армия значительно поредела. Это вынудило итальянское руководство в ноябре 1915 года объявить призыв на военную службу лиц 1896 года рождения. Помимо этого, в начале 1916 года начался призыв старших возрастов для формирования рабочих батальонов и служб обеспечения тыла.
Дополнительная мобилизация в Италии позволила к апрелю 1916 года сформировать четыре новых корпуса, а также большое число подразделений территориальной милиции, рабочих батальонов и так далее. Большое внимание итальянское командование уделило и обеспечению армии, особенно это касалось вооружения. В войска поступило большое количество пулемётов и артиллерии. Например, если в мае 1915 года в итальянских войсках было 350 пулемётных взводов, то к апрелю 1916 года их число возросло до более чем 1000, при этом не учитывались 11 конно-пулемётных эскадронов и 6 автомобильных пулемётных взводов. Также возросло количество артиллерии, в войска поступили более 100 полевых и горных орудий. Были сформированы первые 38 зенитных батарей. Значительно возросли масштабы производства боеприпасов.
Австрийское командование, завершив активные наступательные операции на Восточном фронте, перебросило освободившиеся дивизии на Итальянский фронт, увеличив число войск и артиллерии. С наступлением холодов активные боевые действия на всем участке фронта прекратились. Производились лишь вялые артиллерийские перестрелки и действия малых подразделений. Более значимые бои начались в январе 1916 года, когда внезапно австро-венгерские войска перешли в атаку и захватили итальянские позиции в районе Горицы.

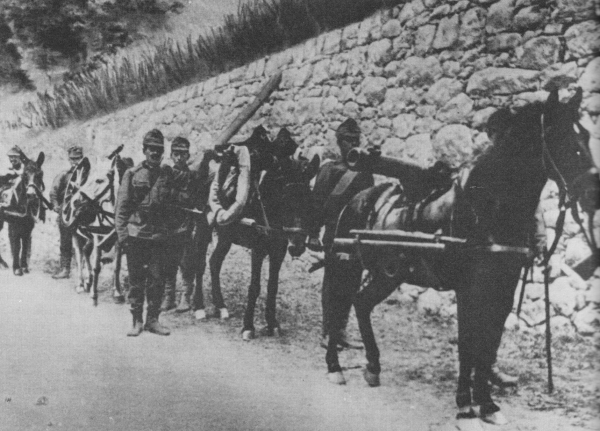
Австро-венгерская горная артиллерия.

Новое крупномасштабное наступление итальянской армии началось в марте 1916 года, по просьбе французского главнокомандующего Жоффра. Это наступление должно было пресечь возможность австро-германского командования перебросить войска с Итальянского фронта под Верден, где в это время французская армия вела ожесточённые оборонительные бои. Командующий итальянской армией генерал Кадорна для наступления в Изонцо развернул значительные силы (7 корпусов). 11 марта началась артиллерийская подготовка на всём участке фронта от Плеццо до моря. Однако вследствие густого снегопада и дождя артиллерийская поддержка не дала ожидаемых результатов. Продвижение итальянских войск было минимальным, в некоторых местах австрийцы сами перешли в контратаки, бои велись до 29 марта. Это наступление не принесло итальянскому командованию никаких выгод. Это сражение не было таким кровавым, как предыдущие наступление итальянской армии. Итальянцы потеряли 1882 человека убитыми, ранеными и пленными, австро-венгерская армия потеряла 1985 человек убитыми, ранеными и пленными.
После пятого сражения на Изонцо генерал Кадорна активно начал готовиться к шестому наступлению, которое должно было стать частью общего наступления Антанты против войск австро-германского блока.

### Битва при Трентино
Следующей крупной операцией на Итальянском фронте стало наступление австро-венгерских войск в Трентино. Наступление австрийских войск в Трентино (это наступление часто называют «Битва при Асиаго»), было очень заманчивым для австро-венгерского командования, в случае его успешного проведения итальянским войскам в районе Изонцо грозила катастрофа, поскольку они оказались бы отрезанными от своих баз снабжения и были бы вынуждены капитулировать.
План австрийского наступления предусматривал прорыв итальянской обороны в Трентино, между озером Гарда и рекой Брента, продвижение в Венецианскую долину и изолирование основной группировки итальянских войск на Изонцо от их тыловых баз.
Для выполнения данного наступления главный инициатор операции австрийский генерал Конрад фон Гётцендорф потребовал от Германии прислать на Итальянский театр 8 дивизий, обещая чуть ли не вывод Италии из войны.
Однако, не слишком веря в успех намечаемого плана, германское командование отказало Конраду в просьбе о переброски 8 германских дивизий. Однако Конрад был уверен в успехе, в Трентино стали перебрасываться австро-венгерские дивизии с Сербского и Восточного фронтов. К маю в Трентино было сосредоточено 18 австрийских дивизий при 2000 орудий, которые были разделены на 2 армии: 3-ю генерала Кёвесса фон Кёвессгаза и 11-ю генерала Данкля, под общим командованием эрцгерцога Евгения.
В это время итальянское командование усиленно готовилось к шестому наступлению у Изонцо. Переброски австрийских войск в Трентино не были секретом для итальянского командования, поскольку эти перегруппировки проводились очень медленно ввиду наличия всего одной железной дороги. Однако генерал Кадорна мало верил в успех австрийского наступления в Трентино, поскольку австро-венгерские войска находились под ударом русских войск в Галиции. Всё внимание верховного итальянского командования было сосредоточено в Изонцо, где готовилось новое наступление, вследствие этого флангу в Трентино итальянцы уделяли минимум внимания. На участке предполагаемого прорыва австро-венгерской армии итальянские войска имели всего 160 батальонов и 623 орудия.

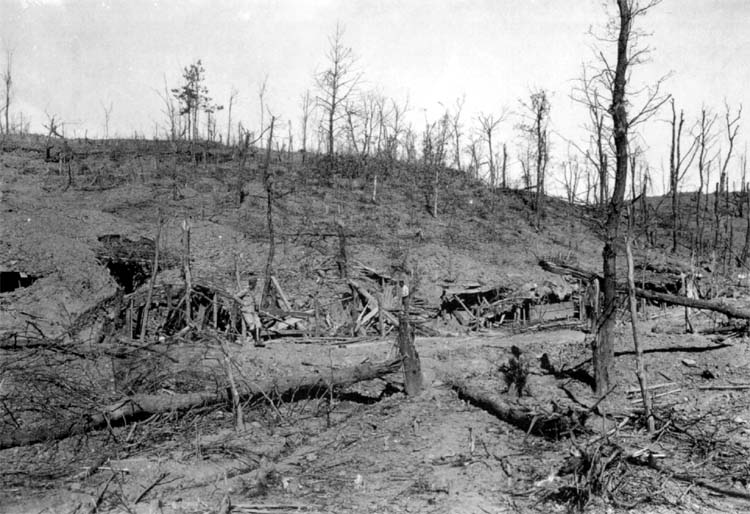
Битва при Асиаго. Последствия артобстрела в Трентинских Альпах

Мощная группировка австро-венгерских войск 15 мая начала первое широкомасштабное наступление австрийской армии на Итальянском фронте. Сильная артиллерийская подготовка, уничтожила оборонительные сооружения итальянцев и нанесла большой урон обороняющимся. Австрийской пехоте с ходу удалось захватить первую линию итальянской обороны. В последующие дни итальянцы были отброшены ещё на 3-12 км. Австро-венгерские войска наступали между Адидже и Брентой, имея ближайшей целью занять возвышенность Семи Коммун, которая господствовала над долиной реки Брента.
Итальянская армия была вынуждена отступать на фронте в 60 км Генерал Кадорна, понимая всю опасность сложившейся ситуации, срочно обратился к генералу Жоффру с требованием, чтобы последний настоял на скорейшем наступлении русской армии в Галиции, раньше намеченного срока. Тем временем энергичное австрийское наступление продолжалось, и 30 мая австрийцы заняли Арсьеро и Асиаго. Это вынудило Кадорну повторно обратиться к русскому командованию с требованием начать наступление в ближайшие 24 часа на Восточном фронте, чтобы оттянуть часть австрийских дивизий из Трентино на себя. Это требование послужило главной причиной преждевременного начала Брусиловского прорыва.
Однако вскоре австро-венгерское наступление стало затихать, австрийские войска приостановились, дожидаясь подхода тяжёлой артиллерии. Это дало возможность Кадорне перебросить значительные силы в Трентино (около 40 000 человек). Австрийские войска уже устали и сила их натиска заметно ослабевала. 4 июня начался Брусиловский прорыв на Восточном фронте, австрийский фронт был прорван, русская армия разгромила 4-ю австро-венгерскую армию и заняла Луцк. Это заставило Конрада перебросить половину всех своих сил из Трентино в Галицию. В этих условиях ни о каком продолжении наступления не могло идти речи. Австрийские войска остались на занятых позициях. 16 июня австрийским войскам был дан приказ прекратить активные действия.
Одновременно с ожесточёнными боями в Трентино местные бои шли и на Изонцо, где австрийское командование планировало широкие демонстративные действия: сильный артиллерийский огонь, атаки на ряде направлений и др. В одном из таких столкновений австрийцы впервые на итальянском фронте применили химическую атаку, которая вывела из строя 6300 итальянских солдат.
Благодаря переброске в Трентино значительных сил Кадорне удалось сформировать новую (5-ю) армию и провести контратаку в Трентино. В ходе кровопролитной битвы при Асиаго итальянцы потеряли 15 000 убитыми, 76 000 ранеными, 56 000 пленными и 294 орудия. Австрийцы потеряли 10 000 убитыми, 45 000 ранеными 26 000 пленными.
Поражение итальянской армии в Трентинской операции произвело большое впечатление на всю Италию. Хотя до этого итальянская армия и не имела оглушительных успехов, но и не терпела тяжёлых поражений. Боевые действия развернулись на территории Италии. Неудачи на фронте привели к тому, что 12 июня ушло в отставку правительство Саландры. Было сформировано новое правительство Паоло Бозелли.

### Дальнейшие боевые действия на Изонцо
Несмотря на тяжёлые последствия Трентинской операции для итальянской армии, Кадорна не оставлял мысли о шестом наступлении в районе Изонцо. Однако ввиду того, что большие силы итальянцам пришлось перебрасывать в Трентино, размах операции приобрёл значительно меньший масштаб. Планировалась сосредоточить основные силы у Горицы и овладеть горицким плацдармом. 3-я армия, на которую возлагалась главная роль в предстоящем наступлении, была усилена двенадцатью дивизиями и большим числом артиллерии. На этом участке оборону занимала 5-я австро-венгерская армия, имевшая всего 8 дивизий и значительно уступавшая итальянцам в артиллерии.

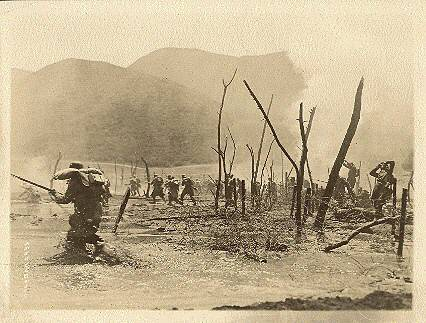
Итальянские солдаты в операции на Изонцо

Наступление началось силами 3-й армии на фронте в 23 км 7 августа. Артиллерийская подготовка дала свои результаты, укрепления австрийцев были разрушены, батареи противника подавлены. Наступление развивалось успешно, итальянская пехота продвинулась в некоторых местах на 4-5 км. Переправившись через Изонцо западнее Горицы, итальянские войска 8 августа захватили город. Но восточнее австрийцы успели создать укрепленную оборону и атаки итальянцев здесь не имели успеха.

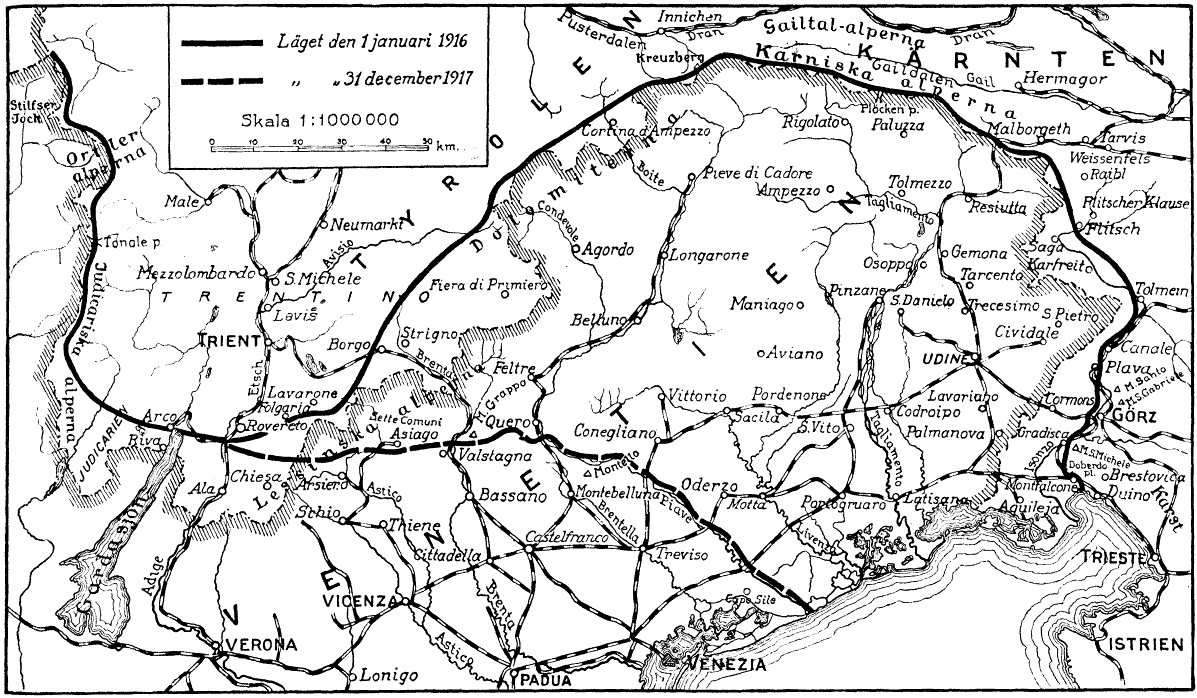
Итальянский фронт. 1916—1917

17 августа операция была завершена. Шестое наступление в отличие от предыдущих итальянских попыток, принесла итальянской армии результаты. Было улучшено положение итальянских позиций. Был захвачен ряд населённых пунктов, в том числе и Горица. Итальянцы потеряли 74 000 убитыми и ранеными, австро-венгерские войска потеряли 61 000 убитыми и раненых, 20 000 пленными.
Успехи войск Антанты на Западном и Восточном фронтах (битва на Сомме и Брусиловский прорыв) вызвали желание у Кадорны как можно скорее возобновить наступление в районе Изонцо. Однако из-за истощения сил и недостатка материальных средств итальянская армия могла проводить лишь операции местного значения.
До конца кампании 1916 года итальянцами было проведено ещё три (седьмое, восьмое и девятое) наступления у Изонцо с целью захватить восточные и южные районы у Горицы. Однако все три наступления закончились провалом. Итальянским войскам не удалось выполнить поставленных задач. В осенних боях итальянская армия потеряла более 70 000 убитыми, ранеными и пленными. Австро-венгры потеряли 9000 убитыми, 43 000 ранеными и 23 500 пленными.
Кампания 1916 года на итальянском фронте не принесла ожидаемых результатов ни одной из сторон, истощив лишь их силы. За кампанию 1916 года из итальянской армии выбыли 483 000 человек, из австро-венгерской 260 000 человек.

## Кампания 1917 года

### Летние наступления итальянской армии
План итальянского командования на кампанию 1917 года, был разработан вместе с союзниками на межсоюзнической конференции в Шантильи 15-16 ноября 1916 года. Ввиду отсутствия достаточных материальных средств, решительное наступление ставилось в зависимость от помощи союзников.

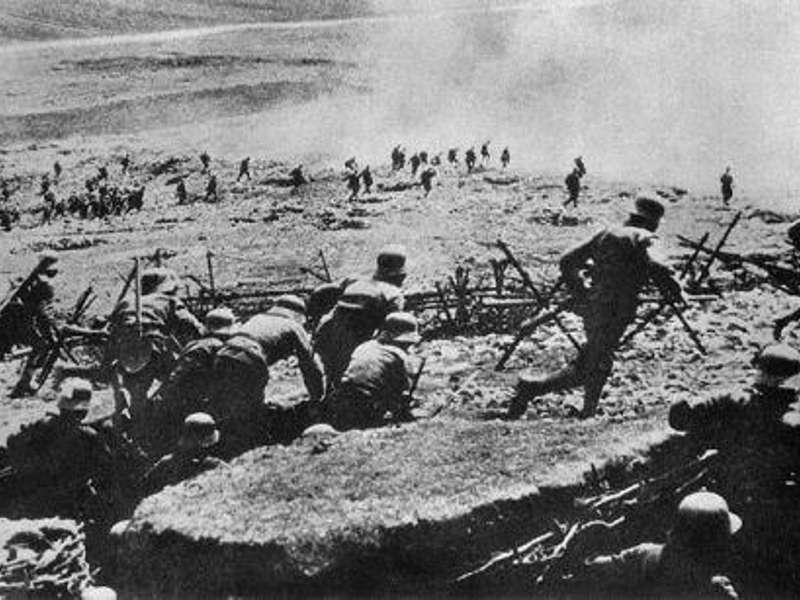
Контратака австро-венгерской пехоты в районе плато Карст. Июнь 1917

В первые месяцы 1917 года, когда по погодным условиям провести наступление было невозможно, итальянское командование занималось усилением армии. Были сформированы 8 новых дивизий, число артиллерии достигло 2100 орудий. Поскольку командование французской и британской армий считали основным фронтом Западный, они ограничились лишь отправкой в Италию 99 орудий. Новое наступление на Изонцо (уже десятое по счёту) Кадорна начал готовить, убедившись, что австрийцы не планируют наступления в Трентино. Для прорыва австро-венгерского фронта было сосредоточено 28 дивизий, австрийцы на данном участке имели 18 дивизий. Наступление началось 14 мая, артиллерийской подготовкой на участке от Плавы до Горицы. Итальянская пехота, перейдя в атаку, сумела улучшить свои позиции, продвинувшись на 2-3 км. Было захвачено 7000 пленных и большое число трофеев. Затем Кадорна направил главный удар южнее. В операции также приняли участие 130 итальянских самолётов, которые бомбили австро-венгерские позиции и обстреливали их пулемётным огнём. Итальянцы сумели захватить первую линию обороны и ряд господствующих высот. Дальнейшие бои вновь принесли результаты итальянским войскам, они продвинулись ещё на 2-4 км. 29 мая их наступательный порыв пошёл на убыль, и они приступили к организации обороны на вновь занятых участках.
Австрийское командование опасалось, что итальянская армия в ходе следующего наступления может захватить Триест, поэтому 5-я армия Бороевича была усилена тремя свежими дивизиями. В ходе десятой битвы при Изонцо итальянцы потеряли 36 000 убитыми, 96 000 ранеными и 25 000 пленными. Австрийцы потеряли 100 000 убитыми и ранеными и 24 000 пленными.

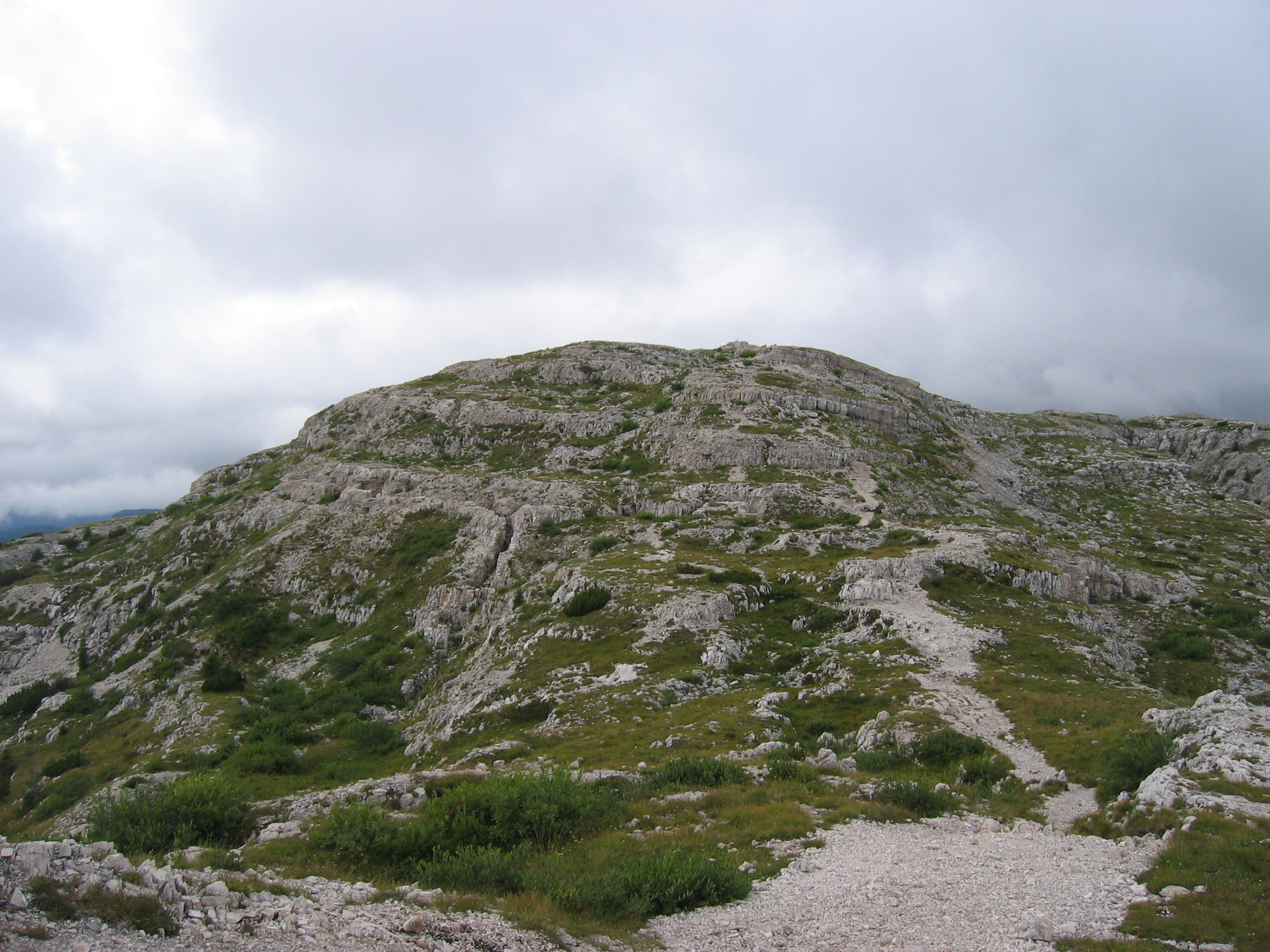
Вершина горы Ортигара

Одновременно с 10 июня итальянское командование предприняло попытку силами четырёх корпусов улучшить позиции южнее Трентино. Атаки итальянцев продолжались до 25 июня, но оказались безуспешными и сопровождались тяжёлыми потерями. Альпийские части итальянской армии сумели захватить вершину Монте-Ортигара, однако вскоре подверглись мощной контратаке альпийских частей австро-венгерской армии. Понеся большие потери, итальянские части оставили ранее занятые позиции. За провал операции со своего поста был снят командующий 6-й итальянской армией генерал Мамбретти. Здесь итальянская армия потеряла 23 000 убитыми и ранеными, австрийские потери составили 9000 убитыми и ранеными. Это наступление вошло в историю как битва при Монте-Ортигара.

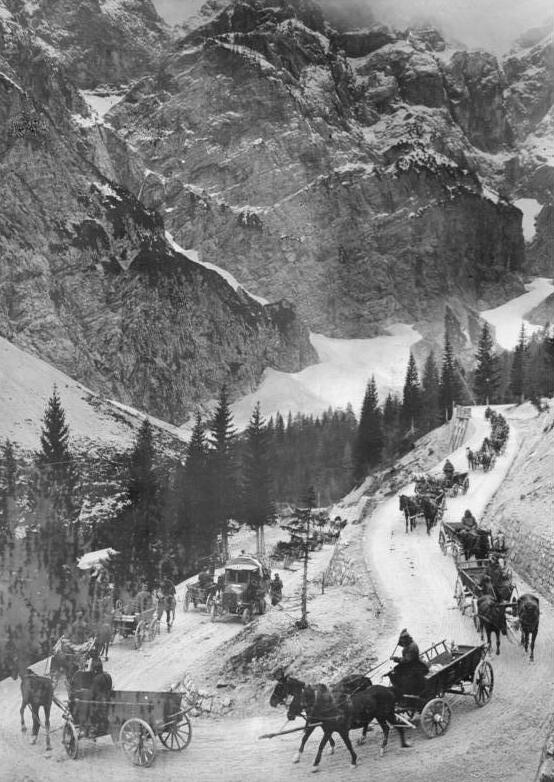
Движение обоза австро-венгерских войск в долине Изонцо

18 августа на Изонцо от Тольмино до устья реки Тимаво началось новое крупное наступление итальянской армии, началась одиннадцатая битва при Изонцо. Целью наступления был захват господствующих высот, которые бы обеспечили прочность фронта. К тому же, в июле 1917 года на совещании командующих союзными армиями, было высказано желание, чтобы итальянская армия до конца 1917 года провела ещё одно крупное наступление. Осуществление операции возлагалось на 2-ю и 3-ю итальянские армии. Обе армии имели сильный состав, всего на участке наступления итальянцы сосредоточили 51 дивизию (600 батальонов) и около 5200 орудий, было заготовлено 3 500 000 снарядов. Главный удар наносили части 2-й армии на плато Байнзицца, 3-я армия наступала в полосе от реки Випакко до моря. Итальянцам противостояла 5-я армия Бороевича в составе 14 дивизий (250 батальонов) при 2200 орудиях.
В ночь на 19 августа итальянцы стали наводить мосты через Изонцо, из намеченных четырнадцати были наведено всего шесть. К утру 19 августа итальянцы, форсировав реку, атаковали австрийские позиции. Наступление на участке 2-й армии проходило довольно успешно, удалось продвинуться на 10 км и захватить 20 000 пленных и большое число трофеев. Однако вследствие потерь, утомленности войск и отсутствия резервов 29 августа наступление было решено прекратить.

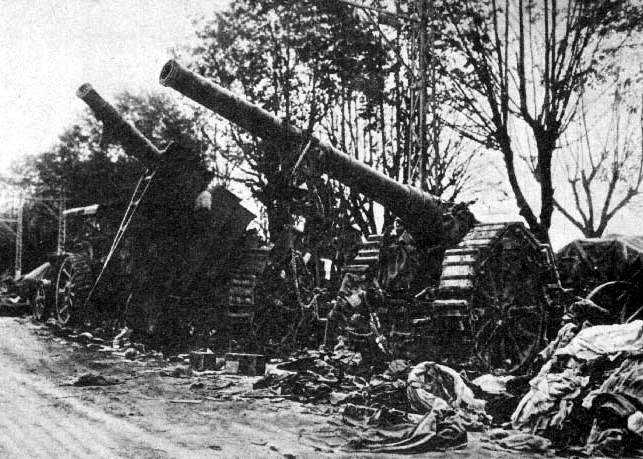
Итальянская тяжёлая артиллерия

3-я армия начала наступление 19 августа, и, несмотря на поддержку итальянских и английских кораблей с моря, не смогла продвинуться вперёд. Наступление в полосе 3-й армии было прекращено 23 августа из-за больших потерь. В последующие дни проходили бои местного значения. В одиннадцатом наступлении на Изонцо итальянцы потеряли 20 000 убитыми, 50 000 ранеными и 50 000 без вести пропавшими (из них 20 000 взяты в плен). Австрийская армия потеряла 30 000 убитыми, 110 000 ранеными и 20 000 пленными. Летние наступления итальянских войск поставили австро-венгерскую армию в трудное положение. Германский генерал Люндендорф в своих воспоминаниях писал о том, что в случае нового итальянского наступления австро-венгерская армия могла не выдержать удара. Люндендорф писал:
Австро-венгерская армия на итальянском фронте нуждалась в подкреплении германскими войсками.

### Битва при Капоретто
Сложившаяся неблагоприятная ситуация для австро-венгерских войск после летних наступлений итальянцев беспокоила австрийское командование. По мнению австро-венгерского командования спасти положение могло лишь наступление, но для его осуществления были необходимы германские силы.
В отличие от 1916 года, когда германское командование отказало в помощи союзнице, на этот раз Германия откликнулась на просьбу австро-венгерских генералов. В районе Плеццо и Тольмино была создана ударная группировка из восьми австрийских и семи германских дивизий. Из этих пятнадцати дивизий была создана новая 14-я армия под общим командованием германского генерала Отто фон Белова. Армия была превосходно оснащена артиллерией: 1621 орудие, 301 миномёт и 1000 газомётов. Участок прорыва был выбран на наиболее слабом участке итальянской обороны между Плеццо и Тольмино.

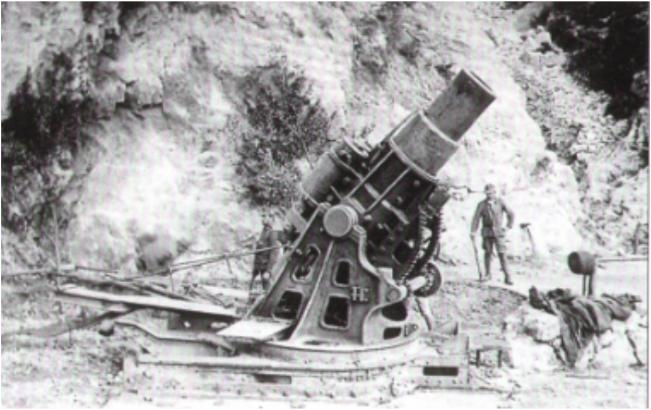
Австро-венгерское 305-мм орудие

Главный удар 14-я армия наносила у Тольмино. От 207 до 259 орудий и миномётов располагалось на 1 км фронта, такая плотность артиллерии была самой высокой в истории Первой мировой войны. Также был запланирован вспомогательный удар у Плеццо, действия 14-й армии поддерживали с флангов две австро-венгерские армии (11-я и 2-я Изонцкая). Итальянскому командованию было известно о готовящемся наступлении, разведка установила перегруппировку войск и прибытие на фронт германских частей. Однако должных мер итальянское командование не предприняло, оборонительные сооружения возводились крайне медленно.
В 2 часа ночи на 24 октября австрийская артиллерия начала обстрел итальянских позиций химическими снарядами. Огонь вёлся по путям сообщений, командным пунктам, артиллерийским позициям. Затем в дело вступила тяжёлая артиллерия (преимущественно германская), окопы и блиндажи были разрушены, связь между окопами и командными пунктами нарушена. Химическая атака полностью удалась, поскольку средства противохимической защиты были несовершенны.
В 8 часов утра в наступление перешла пехота 14-й армии, итальянские позиции были прорваны на двух участках, австро-германцы продвинулись у Плеццо на 6 км и заняли Капоретто. Итальянские войска под натиском противника были вынуждены отходить, к 26 октября прорыв достиг ширины около 30 км и глубины 10-15 км. Видя бегство 2-й армии, Кадорна приказал всем своим войскам отступить за реку Тальяменто. Уничтожив свою артиллерию и запасы, они отошли за Изонцо. Австро-германские войска впервые за всю войну вторглись на итальянскую территорию. 29 октября наступавшие захватили Удине, откуда спешно бежал штаб итальянской армии.

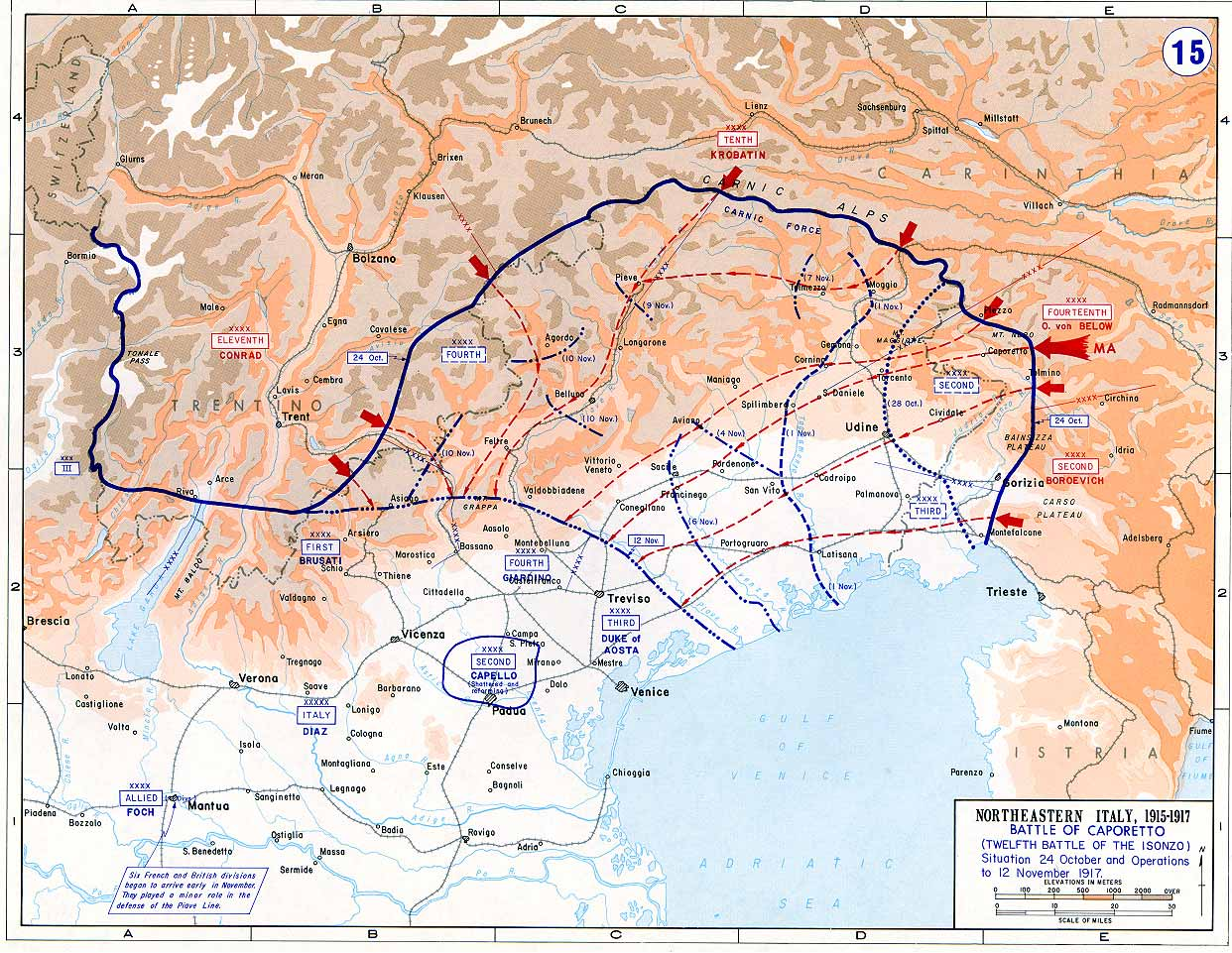
Битва при Капоретто

Во многих итальянских дивизиях царила паника, большой беспорядок в колонны отступавших войск вносили беженцы, число которых достигало 400 000 человек. Крупные успехи австро-германских войск на итальянском фронте встревожили союзников Италии. Великобритания и Франция заявили о предоставлении помощи итальянским союзникам, 30 октября французский и английский генералы Фош и Робертсон прибыли в Тревизо, куда переместился штаб итальянской армии. В Италию стали прибывать английские и французские дивизии, в общей сложности до конца 1917 года их прибыло одиннадцать.
Итальянские войска, переправившись через Тальяменто, рассчитывали создать там прочную оборону и удержаться на этих позициях. Но 31 октября 3-я итальянская армия была атакована с севера и востока и потерпела полное поражение, только пленными потеряв 60 000 человек. Итальянцы были вынуждены продолжать отход ещё дальше, на реку Пьяве. Австрийские войска наступали и в Трентино, к 10 ноября продвинувшись на линию Асиаго — Беллуно.
Тяжёлые поражения итальянской армии ускорили падение итальянского правительства. 26 октября правительство Паоло Боселли ушло в отставку, премьер-министром был назначен Витторио Эмануэле Орландо, новое правительство активно принялось за осуществление мероприятий по укреплению обороны фронта. 8 ноября командующий итальянской армией генерал Луиджи Кадорна был смещён со своего поста (чего активно требовали и союзники). Его место занял начальник генерального штаба генерал Армандо Диас.
После того, как итальянская армия продолжила отступление к реке Пьяве, австрийское наступление стало замедляться. К 7 ноября итальянская армия достигла Пьяве, отойдя от своих исходных позиций на 70—110 км. К 9 ноября последние части итальянской армии переправились через Пьяве. Итальянское командование рассчитывало удержаться на этой реке. Фронт сократился на 200 км. На новом участке обороны итальянская армия имела 700 000 человек плюс 300 000 человек из остатков 2-й армии, небоеспособных, без оружия и служб.

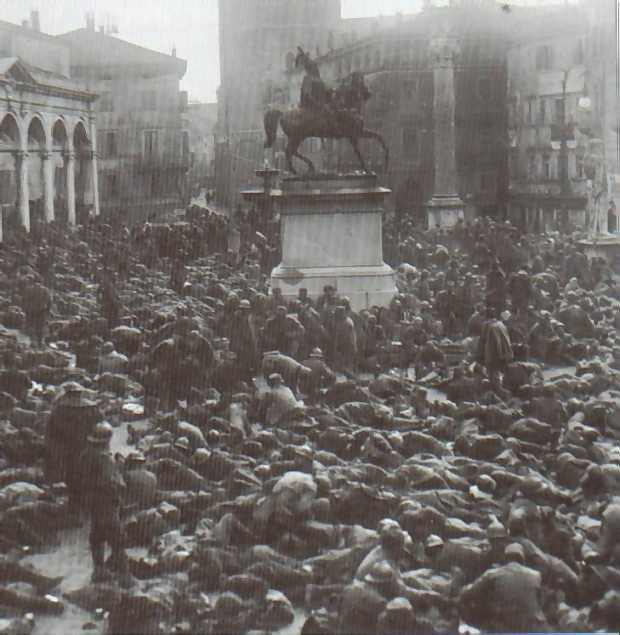
Итальянские военнопленные в Удине

10 ноября, подтянув отставшие части, австро-германцы возобновили наступление. В ходе возобновившихся боев итальянской армии удалось удержаться на занятых позициях, при этом итальянское командование бросало в бой неподготовленных 18-летних новобранцев (1899 года рождения). С 19 ноября давление австро-германских войск стало ослабевать. К 29 ноября новая оборонительная полоса на реке Пьяве была готова. Англо-французские дивизии заняли участок обороны в районе Монтелло. В конце декабря наступление австро-германских войск окончательно прекратилось.
Операция у Капоретто является одной из самых значимых в истории Первой мировой войны. В ней с обеих сторон участвовало более 2,5 млн человек. Австро-германскому командованию удалось осуществить одну из немногих успешных операций в истории войны по прорыву позиционного фронта. Поражение итальянской армии под Капоретто усилило боевой дух австро-венгерской армии, отвлекло 11 союзных дивизий с Западного фронта и лишило итальянскую армию возможности вести наступательные операции.
Катастрофа под Капоретто ускорило создание объединённого командования Антанты. Был создан Высший военный совет стран Антанты. В него вошли главы правительств и представители генеральных штабов Франции, Англии, Италии и США.
В битве при Капоретто итальянская армия понесла колоссальные потери: 10 000 убитыми, 30 000 ранеными, 265 000 пленными, 300 000 военнослужащих отбились от своих частей или просто дезертировали. Было потеряно 3152 орудия, что составляло практически половину всей артиллерии, 1732 миномёта, 3000 пулемётов, 22 авиационных парка, огромное количество различного военного имущества и запасов всех видов. Потери австро-германцев составили 20 000 человек убитыми и ранеными.

## Кампания 1918 года

### Битва при Пьяве
Разгром итальянской армии при Капоретто в конце 1917 года потребовал от итальянского командования напряжения всех сил, чтобы восстановить боеспособность армии. На основе печального опыта Капоретто была пересмотрена оборонительная тактика, проведены необходимые меры по укреплению обороны, обеспечены фланги, оборона стала глубоко эшелонированной.
Весной 1918 года германская армия начала крупномасштабное наступление на Западном фронте. Чтобы сковать на Итальянском театре как можно больше сил Антанты и не дать союзному командованию возможности перебросить силы во Фландрию и Пикардию, германское командование потребовало от Австро-Венгрии провести наступательную операцию на итальянском театре боевых действий.

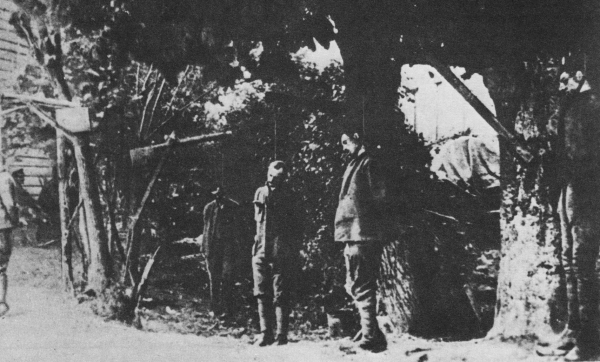
Казнённые чешские и словацкие легионеры из Чехословацкого легиона. Даванцо, 1918 год.

Союзники по Антанте также требовали от итальянских войск немедленного наступления, чтобы сковать как можно больше австро-германских сил в Италии и, хотя генерал Диас неоднократно заявлял, что итальянская армия ещё не готова к наступлению, подготовку к операции пришлось начать. Австро-венгерские войска опередили итальянцев и нанесли удар первыми.

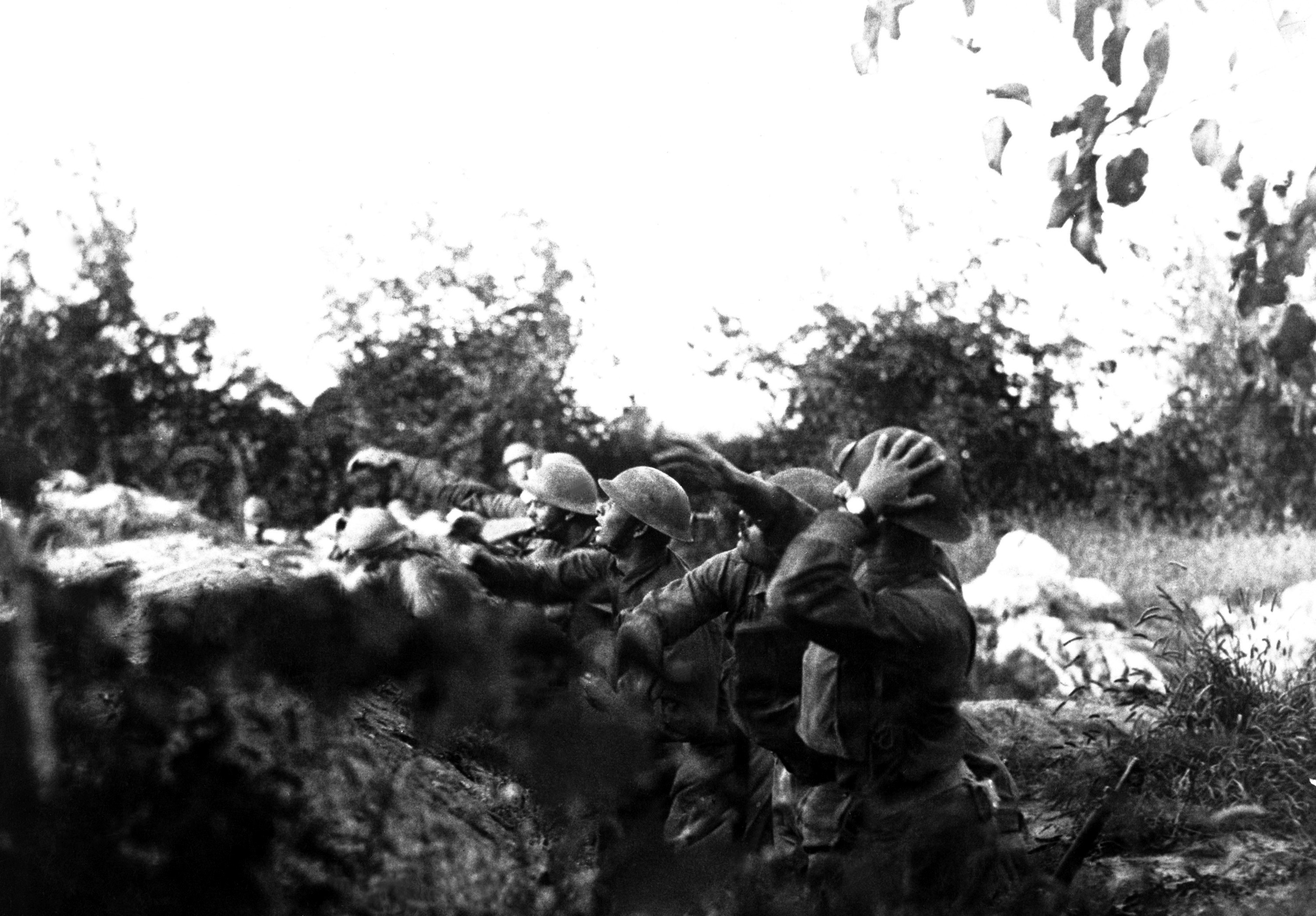
Американские солдаты в битве при Пьяве.

Австрийское командование наметило нанесение двух главных ударов на реке Брента и Пьяве. Австрийская армия имела 60 дивизий, 7500 орудий, 580 самолётов, австро-венгерские войска были разделены на 2 группы: западную (генерал Конрад фон Гетцендорф), от швейцарской границы до горы Томбо, и восточную (фельдмаршал Светозар Бороевич), далее до моря. Итальянская армия имела 56 дивизий (в том числе три английские, две французские и одна чехословацкая), 7043 полевых и 523 зенитных орудия, 2046 миномётов, 676 самолётов, 4 дирижабля.
Итальянская разведка сумела узнать точную дату начала наступления — 15 июня. В этот день после мощной артиллерийской подготовки австро-венгерские войска перешли в атаку от реки Астико до моря. Австрийские войска в некоторых местах сумели вклиниться в итальянскую оборону, однако вскоре были выбиты итальянскими контратаками. Лишь в районе Монтелло австрийцы сумели захватить плацдарм, который в итоге не сумели расширить.
Скученность австрийских войск на ограниченных размеров плацдармах, отсутствие резервов, затруднения со снабжением через вздувшуюся от паводка реку и контратаки итальянцев в последующие дни локализовали первоначальные австрийские успехи на Пьяве. В ночь 23 июня австро-венгерские войска отошли за реку Пьяве на свои исходные позиции. Отход австрийской армии на свои позиции оказался для австро-венгерских войск катастрофой. Обстрелянная артиллерией и авиацией, преследуемая итальянскими контратаками, австрийская 5-я армия была отброшена за Пьяве, потеряв 20 000 пленными и 60 орудий.
Общие потери австро-венгерских войск в этой операции составили: 60 000 убитыми, 90 000 ранеными и 25 000 пленными. Итальянцы потеряли 80 000 убитыми и ранеными. Австро-венгерское наступление оказалось совершенно безрезультатным, фронт стабилизировался.

### Битва при Витторио-Венето
Союзное командование не переставало требовать от итальянцев проведения наступления. Однако генерал Диас категорически отказывался от всех наступательных планов, вызывая недовольство генерала Фоша. Однако под влиянием успехов союзников на Западном фронте в июле-августе итальянское командование начало подготовку к наступлению. Предусматривалось нанести удар в районе возвышенности Граппа между реками Брента и Пьяве, чтобы расколоть австрийские войска на реке Пьяве. Итальянская армия насчитывала в своём составе 57 дивизий (в том числе 3 английские, 2 французские, 1 чехословацкая и 1 американская), 7700 орудий и 1745 миномётов. Австро-венгерская армия имела 58 дивизий и 6030 орудий.
Итальянское наступление было намечено на 10 октября, однако из-за погодных условий перенесено на 24 октября. В этот день наступление началось только в районе Граппа. После артиллерийской подготовки итальянская пехота овладела некоторыми австрийскими позициями. К концу из-за отчаянного сопротивления австрийцев итальянцы сумели задержаться лишь на некоторых занятых позициях. В последующие дни бои за возвышенности в районе Граппа приняли затяжной и упорный характер, проходя с переменным успехом. Англо-французские дивизии на реке Брента своими активными действиями сковали австро-венгерские войска, не дав тем возможности перебросить часть сил в район Граппа.

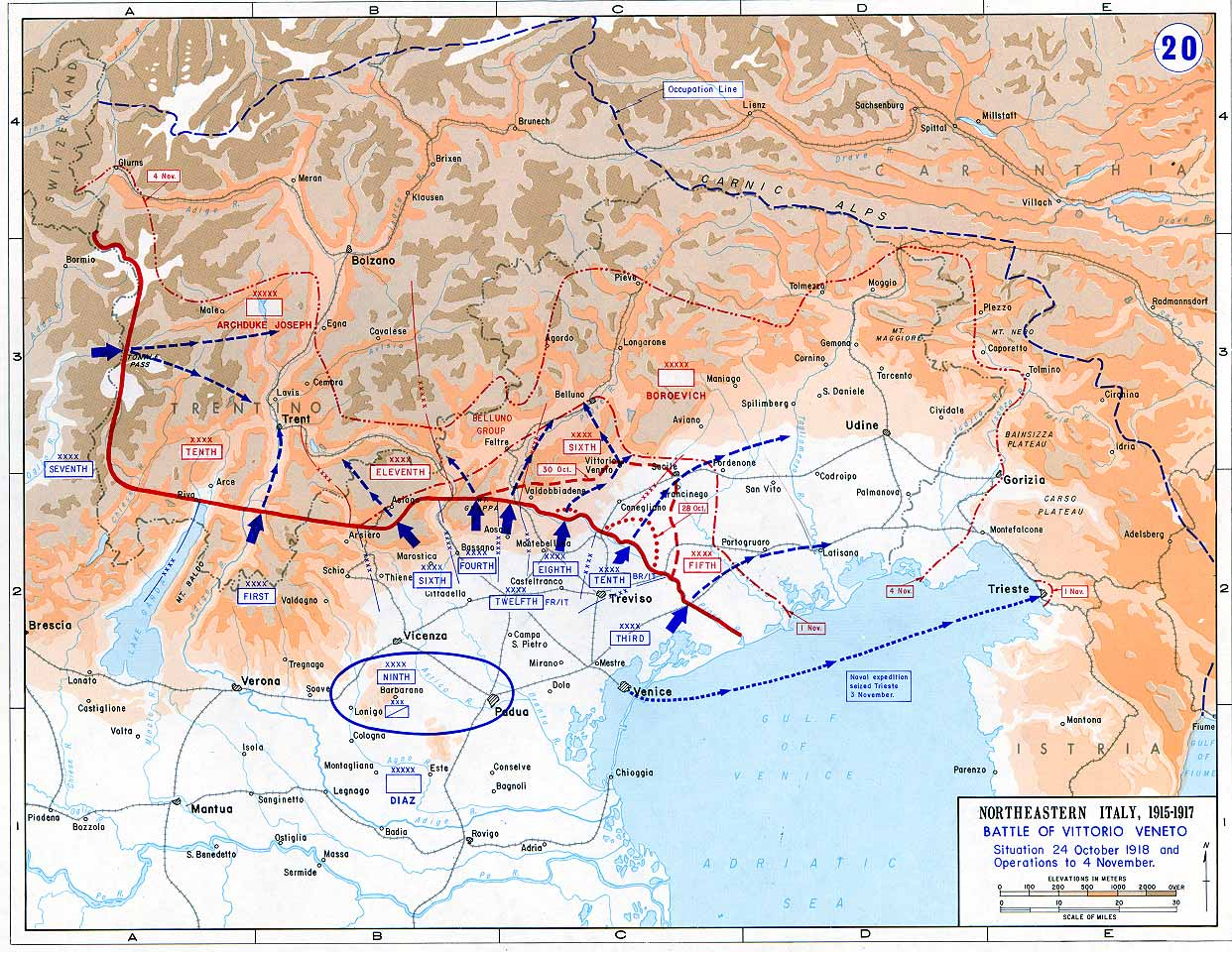
Битва при Витторио-Венето.

В этих условиях в некоторых частях австро-венгерской армии, особенно славянских и венгерских, восстали солдаты, отказываясь подчиняться приказам и продолжать борьбу.
На реке Пьяве наступление началось также 24 октября. Итальянцам удалось форсировать реку и навести мосты, однако вскоре уровень воды в реке значительно поднялся. Вследствие этого итальянское командование прекратило переправу войск. Переправившимся войскам к 27 октября удалось навести несколько мостов. По этим мостам 27 октября реку перешли итальянские войска и захватили 3 плацдарма. Однако на рассвете австрийская артиллерия уничтожила мосты, и переправившиеся итальянские части оказались отрезанными от своих основных сил. Однако они немедленно атаковали австро-венгерские позиции и продвинулись на 3-4 км. Восстановив переправы, итальянцы вводили в бой свежие силы. Для австрийцев сложилось критическое положение, в бой были брошены последние резервы.
Однако только несколько австрийских дивизий продолжали борьбу. Чешские, словацкие и хорватские солдаты не желали больше воевать. Ещё 25 октября все венгерские дивизии покинули итальянский фронт под предлогом необходимости защиты своей страны, которой угрожали войска Антанты со стороны Сербии. К 28 октября уже 30 дивизий австро-венгерской армии отказывались сражаться. В связи со сложившимся положением австро-венгерское командование 28 октября дало приказ об общем отступлении австрийских войск.
К 29 октября уровень воды в Пьяве спал, и итальянские части продолжили переправу через реку. Все три плацдарма итальянских войск соединились и повели общее наступление. Кавалерия итальянской армии быстрым темпом приближалась к Витторио-Венето. 30 октября итальянские войска вступили в Витторио.
Австро-венгерская армия была полностью деморализована и отступала по всему фронту. 3 ноября итальянцы, высадив десант, захватили Триест. Австро-венгерские войска были полностью разгромлены, потеряв 30 000 убитыми, 100 000 ранеными, 300 000 пленными. Итальянские войска потеряли 5800 убитыми и 26 000 ранеными.
Итальянское наступление в условиях разложения австрийских войск оказалось успешным. Было захвачено большое количество пленных и различных трофеев, практически полностью освобождена оккупированная противником территория Италии.
Битва при Витторио-Венето завершила боевые действия на итальянском театре военных действий.
В операциях кампаний 1917—1918 гг. особенно зарекомендовали себя штурмовые части и Штурмовой армейский корпус.

## Итоги кампаний на Итальянском фронте

### Австро-Венгрия
Предвидя крах империи, австро-венгерское правительство ещё 5 октября направило президенту США Вильсону предложение о перемирии. 27 октября Австро-Венгрия обратилась к странам Антанты с предложением о заключении сепаратного мира.
29 октября австрийцы согласились на заключение мира на любых условиях. 31 октября австро-венгерская делегация прибыла в Вилла-Джусти, близ Падуи, для ведения переговоров с представителями Антанты. 3 ноября перемирие было заключено. К моменту заключения мира австро-венгерская армия уже фактически перестала существовать.
По условиям перемирия австро-венгерская армия сокращалась до 20 дивизий. Австро-Венгрия освобождала всех военнопленных, военно-морской флот разоружался и передавался Антанте. Союзные войска могли беспрепятственно передвигаться по территории страны.
Военное поражение Австро-Венгрии сопровождалось распадом государства. Ещё 28 октября в Праге было объявлено о создании независимого Чехословацкого государства. 5 октября в Загребе было создано Народное Вече южных славян, которое объявило об отделении от Австро-Венгрии. 28 октября от Австрии отделились польские земли, 31 октября началось восстание в Венгрии. Революционные преобразования происходили также в Галиции и Буковине. Под давлением революционного движения Национальное собрание, в Вене 12 ноября провозгласило Австрию республикой. Император Карл покинул страну. Габсбургская империя прекратила своё существование.
В 1919 году с Австрией был заключен Сен-Жерменский мирный договор.

### Италия
По итогам войны с Австрией был подписан Сен-Жерменский мирный договор. По условиям договора Южный Тироль, Истрия, отдельные районы Каринтии и Далмации, а также острова у Далматинского побережья (за исключением острова Фиуме) вошли в состав Италии. Однако помимо этого итальянская делегация на мирных переговорах высказала претензии на включение в состав Итальянского королевства территории на Балканах, например, Далмацию. В итоге после окончания войны Италия получила новые территории. Помимо этого 10 % всех репарационных выплат Германии приходились на Италию.
Но значительная часть балканских территорий бывшей Австро-Венгрии были включены в состав образовавшего Королевства сербов, хорватов и словенцев. Это вызвало недовольство в Италии и напряжённость в итало-югославских отношениях.
Будучи заинтересованной в ослаблении Югославии и присоединения части балканских территорий, Италия в последующие годы вела деятельность с целью ослабления главного соперника на Балканах. Так, ещё в 1919 году итальянская сторона поддержала черногорских повстанцев, которые подняли мятеж против включения Черногории в состав Сербии. В 1920 году был подписан итало-югославский договор, в котором Италия отказалась от Далмации и формально были урегулированы все территориальные споры. Однако в дальнейшем итало-югославские отношения продолжали ухудшаться. Также Италия оказывала поддержку хорватским сепаратистам и всячески способствовала созданию баз хорватских экстремистов на своей территории. Главной задачей фашистского руководства Италии на Балканах стал развал Югославии на ряд мелких, слабых государств.

### Разрушения и жертвы

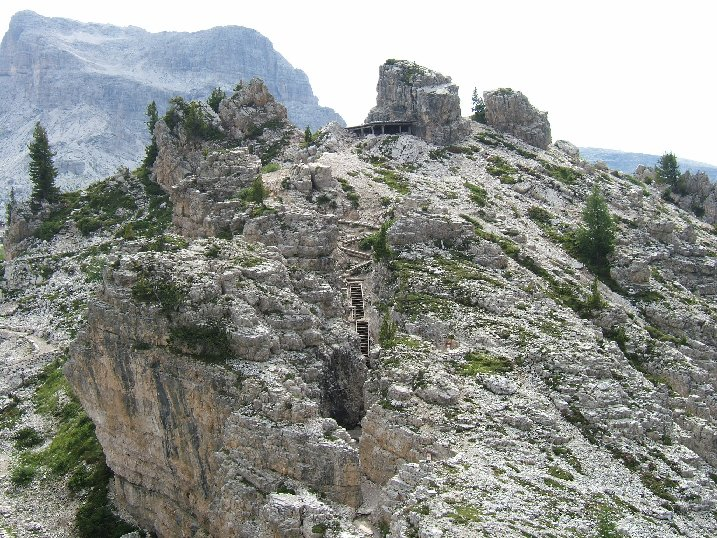
Музей под открытым небом, посвящённый Первой мировой войне в Доломитовых Альпах (хорошо видны итальянские окопы и бункеры)

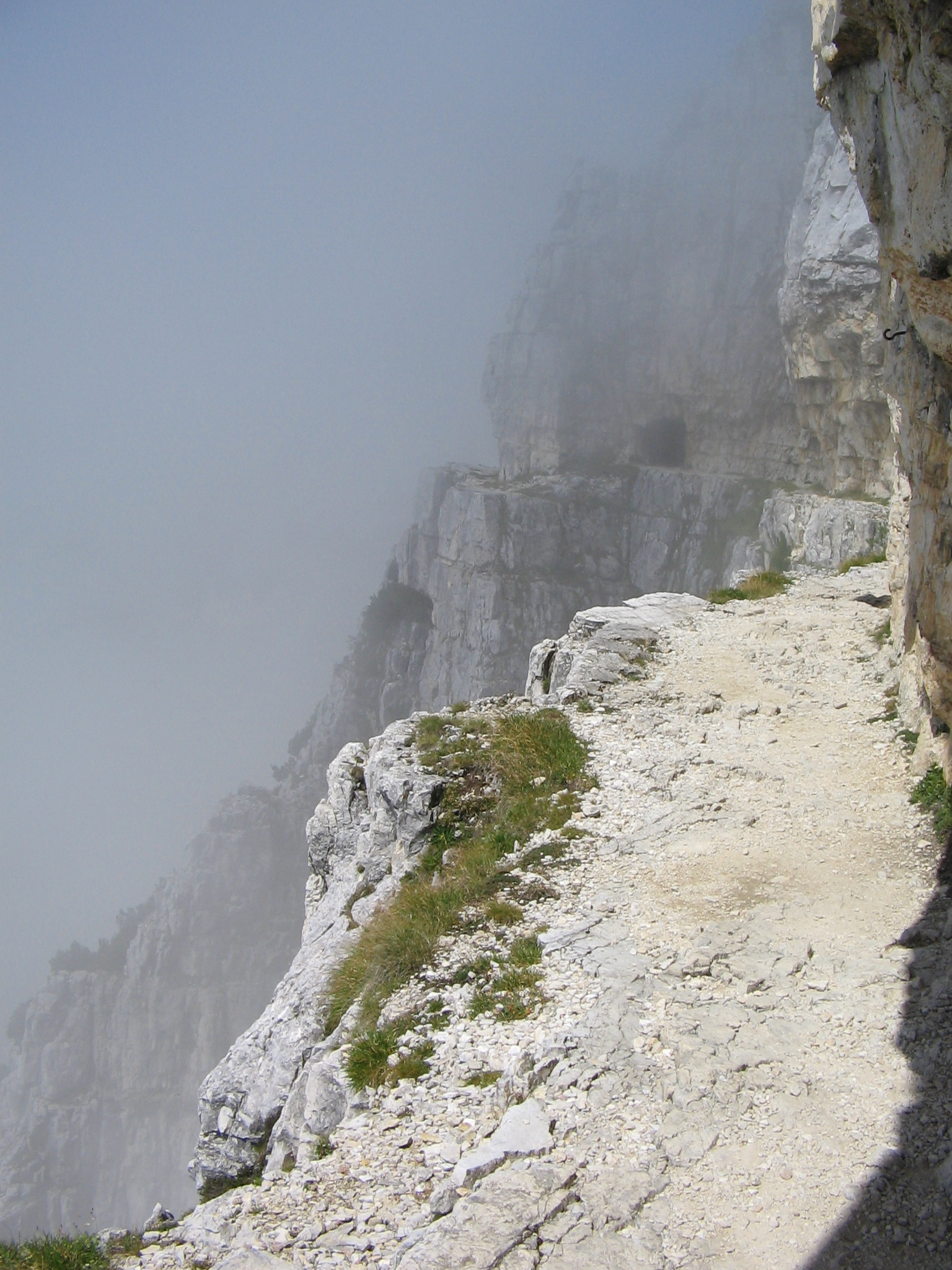
Построенная итальянцами Дорога 52 галерей
Участок перед тоннелем №31

В Первой мировой войне Италия понесла очень тяжёлые потери. Было убито, ранено и взято в плен около 2 000 000 итальянских солдат и офицеров. Из них около 400 000 были убиты. Помимо военных потерь около 10 000 мирных жителей были убиты в ходе боевых действий на территории Италии. Австро-венгерская армия в итальянской кампании потеряла около 1 478 000 солдат и офицеров убитыми, ранеными и пленными. Из-за войны на Итальянском фронте около 400 000 мирных жителей были вынуждены покинуть свои дома и стать беженцами. В ходе битвы при Капоретто колонны итальянских беженцев отступали вместе с итальянской армией.
Поскольку в период с 1915 по 1917 года боевые действия происходили в высокогорных пограничных районах, то разрушения от боевых действий были минимальными. Например, в Доломитовых Альпах, где проходили ожесточенные бои, итальянцы и австрийцы создали сеть обходных туннелей и окопов, лабиринты которых сохранились до сих пор.
В ходе наступления австрийских войск в конце 1916 года на горный массив  Пасубио западнее Венеции, итальянцы вынуждены были за 10 месяцев (с февраля по декабрь 1917 года) соорудить уникальную горную дорогу для вьючного транспорта для снабжения передовых частей, которая была недоступна артиллерии противника. Дорога, проходящая через несколько десятков тоннелей, сохранилась до сих пор.
В ходе австро-немецкого наступления в 1917 году многие территории севера Италии пострадали от военных действий. В итоге часть репарационных выплат Германии и Австрии приходились на долю Италии.
Большинство населения Италии было разочаровано итогами войны. В послевоенные годы в стране произошли массовые волнения и забастовки, экономика страны находилась в тяжёлом положении, поскольку 64 % всей итальянской промышленности работало на нужды армии. К многочисленным безработным прибавились около двух миллионов демобилизованных из армии солдат. Были отмечены факты захвата рабочими заводов, крестьянами земель. Все эти предпосылки способствовали приходу к власти фашистской партии во главе с Бенито Муссолини.

## В культуре
В искусстве наиболее широкую известность Итальянский фронт Первой мировой войны получил благодаря американскому писателю Эрнесту Хемингуэю. Молодой Хемингуэй сумел попасть на фронт в Италии шофёром-добровольцем Красного Креста. Однако вскоре Эрнест добился перевода на линию фронта, где занимался доставкой продовольствия в окопы итальянских солдат. Позже, спасая раненого итальянского солдата, Хемингуэй попал под обстрел и был тяжело ранен. Воспоминания писателя о войне на Итальянском фронте легли в основу его известного романа «Прощай, оружие!» Сам же писатель позднее отметил:
Я был большим дураком, когда отправился на ту войну. Я думал, что мы спортивная команда, а австрийцы — другая команда, участвующая в состязании.
По мотивам пацифистского романа об итальянской кампании «Прощай, оружие!» в 1932 году был снят фильм с одноимённым названием режиссёра Фрэнка Борзейги. Фильм имел четыре номинации на «Оскар». В 1957 году режиссёр Чарльз Видор снял картину под названием «Прощай, оружие!» В 1970 году вышел в свет фильм Франческо Рози «Люди против», где обширно затрагивались[уточнить] неудачи итальянской армии и их причины. В 1996 году режиссёр Ричард Аттенборо создал фильм «В любви и войне», который также повествует о Первой мировой войне на Итальянском фронте.